# Llista d'asteroides (192001-193000)
Llista d'asteroides del 192001 al 193000, amb data de descoberta i descobridor. És un fragment de la llista d'asteroides completa. Als asteroides se'ls dona un número quan es confirma la seva òrbita, per tant apareixen llistats aproximadament segons la data de descobriment.
Contingut: 192001... 192101... 192201... 192301... 192401... 192501... 192601... 192701... 192801... 192901... 

| Nom           | Designació provisional | Data de descobriment   | Lloc de descobriment   | Descobridor/s                                          |
| 192001-192100 | 192001-192100          | 192001-192100          | 192001-192100          | 192001-192100                                          |
| ------------- | ---------------------- | ---------------------- | ---------------------- | ------------------------------------------------------ |
| 192001 -      | 2005 XG112             | 2 de desembre de 2005  | Kitt Peak              | M. W. Buie                                             |
| 192002 -      | 2005 XB117             | 1 de desembre de 2005  | Mount Lemmon           | Mount Lemmon Survey                                    |
| 192003 -      | 2005 YH1               | 21 de desembre de 2005 | Catalina               | CSS                                                    |
| 192004 -      | 2005 YH24              | 24 de desembre de 2005 | Kitt Peak              | Spacewatch                                             |
| 192005 -      | 2005 YZ24              | 24 de desembre de 2005 | Kitt Peak              | Spacewatch                                             |
| 192006 -      | 2005 YO29              | 24 de desembre de 2005 | Kitt Peak              | Spacewatch                                             |
| 192007 -      | 2005 YO33              | 24 de desembre de 2005 | Kitt Peak              | Spacewatch                                             |
| 192008 -      | 2005 YJ35              | 25 de desembre de 2005 | Kitt Peak              | Spacewatch                                             |
| 192009 -      | 2005 YG41              | 21 de desembre de 2005 | Kitt Peak              | Spacewatch                                             |
| 192010 -      | 2005 YA42              | 22 de desembre de 2005 | Kitt Peak              | Spacewatch                                             |
| 192011 -      | 2005 YP42              | 24 de desembre de 2005 | Kitt Peak              | Spacewatch                                             |
| 192012 -      | 2005 YT60              | 22 de desembre de 2005 | Kitt Peak              | Spacewatch                                             |
| 192013 -      | 2005 YR61              | 24 de desembre de 2005 | Kitt Peak              | Spacewatch                                             |
| 192014 -      | 2005 YV66              | 25 de desembre de 2005 | Kitt Peak              | Spacewatch                                             |
| 192015 -      | 2005 YU70              | 27 de desembre de 2005 | Mount Lemmon           | Mount Lemmon Survey                                    |
| 192016 -      | 2005 YP72              | 24 de desembre de 2005 | Kitt Peak              | Spacewatch                                             |
| 192017 -      | 2005 YB77              | 24 de desembre de 2005 | Kitt Peak              | Spacewatch                                             |
| 192018 -      | 2005 YV109             | 25 de desembre de 2005 | Kitt Peak              | Spacewatch                                             |
| 192019 -      | 2005 YA116             | 25 de desembre de 2005 | Kitt Peak              | Spacewatch                                             |
| 192020 -      | 2005 YJ148             | 25 de desembre de 2005 | Kitt Peak              | Spacewatch                                             |
| 192021 -      | 2005 YN148             | 25 de desembre de 2005 | Kitt Peak              | Spacewatch                                             |
| 192022 -      | 2005 YG158             | 27 de desembre de 2005 | Kitt Peak              | Spacewatch                                             |
| 192023 -      | 2005 YK175             | 22 de desembre de 2005 | Kitt Peak              | Spacewatch                                             |
| 192024 -      | 2005 YA176             | 22 de desembre de 2005 | Kitt Peak              | Spacewatch                                             |
| 192025 -      | 2005 YH193             | 30 de desembre de 2005 | Kitt Peak              | Spacewatch                                             |
| 192026 -      | 2005 YM193             | 30 de desembre de 2005 | Kitt Peak              | Spacewatch                                             |
| 192027 -      | 2005 YG201             | 22 de desembre de 2005 | Kitt Peak              | Spacewatch                                             |
| 192028 -      | 2005 YO211             | 28 de desembre de 2005 | Catalina               | CSS                                                    |
| 192029 -      | 2005 YS211             | 28 de desembre de 2005 | Catalina               | CSS                                                    |
| 192030 -      | 2005 YS224             | 25 de desembre de 2005 | Kitt Peak              | Spacewatch                                             |
| 192031 -      | 2005 YU225             | 25 de desembre de 2005 | Kitt Peak              | Spacewatch                                             |
| 192032 -      | 2005 YF247             | 30 de desembre de 2005 | Mount Lemmon           | Mount Lemmon Survey                                    |
| 192033 -      | 2005 YG247             | 30 de desembre de 2005 | Mount Lemmon           | Mount Lemmon Survey                                    |
| 192034 -      | 2005 YL269             | 25 de desembre de 2005 | Mount Lemmon           | Mount Lemmon Survey                                    |
| 192035 -      | 2005 YV273             | 30 de desembre de 2005 | Mount Lemmon           | Mount Lemmon Survey                                    |
| 192036 -      | 2005 YW273             | 30 de desembre de 2005 | Mount Lemmon           | Mount Lemmon Survey                                    |
| 192037 -      | 2005 YU274             | 25 de desembre de 2005 | Catalina               | CSS                                                    |
| 192038 -      | 2005 YE275             | 25 de desembre de 2005 | Mount Lemmon           | Mount Lemmon Survey                                    |
| 192039 -      | 2005 YM286             | 30 de desembre de 2005 | Kitt Peak              | Spacewatch                                             |
| 192040 -      | 2005 YF287             | 25 de desembre de 2005 | Catalina               | CSS                                                    |
| 192041 -      | 2005 YG287             | 29 de desembre de 2005 | Socorro                | LINEAR                                                 |
| 192042 -      | 2006 AP4               | 4 de gener de 2006     | Kitt Peak              | Spacewatch                                             |
| 192043 -      | 2006 AK14              | 5 de gener de 2006     | Mount Lemmon           | Mount Lemmon Survey                                    |
| 192044 -      | 2006 AH32              | 5 de gener de 2006     | Catalina               | CSS                                                    |
| 192045 -      | 2006 AX45              | 5 de gener de 2006     | Kitt Peak              | Spacewatch                                             |
| 192046 -      | 2006 AE73              | 7 de gener de 2006     | Anderson Mesa          | LONEOS                                                 |
| 192047 -      | 2006 AX78              | 5 de gener de 2006     | Kitt Peak              | Spacewatch                                             |
| 192048 -      | 2006 AY85              | 11 de gener de 2006    | Anderson Mesa          | LONEOS                                                 |
| 192049 -      | 2006 AU92              | 7 de gener de 2006     | Mount Lemmon           | Mount Lemmon Survey                                    |
| 192050 -      | 2006 AJ93              | 7 de gener de 2006     | Kitt Peak              | Spacewatch                                             |
| 192051 -      | 2006 AT95              | 9 de gener de 2006     | Kitt Peak              | Spacewatch                                             |
| 192052 -      | 2006 AU96              | 10 de gener de 2006    | Catalina               | CSS                                                    |
| 192053 -      | 2006 AV96              | 10 de gener de 2006    | Catalina               | CSS                                                    |
| 192054 -      | 2006 BO12              | 21 de gener de 2006    | Kitt Peak              | Spacewatch                                             |
| 192055 -      | 2006 BA36              | 23 de gener de 2006    | Kitt Peak              | Spacewatch                                             |
| 192056 -      | 2006 BR40              | 21 de gener de 2006    | Kitt Peak              | Spacewatch                                             |
| 192057 -      | 2006 BC41              | 22 de gener de 2006    | Anderson Mesa          | LONEOS                                                 |
| 192058 -      | 2006 BT43              | 23 de gener de 2006    | Kitt Peak              | Spacewatch                                             |
| 192059 -      | 2006 BA45              | 23 de gener de 2006    | Mount Lemmon           | Mount Lemmon Survey                                    |
| 192060 -      | 2006 BW58              | 23 de gener de 2006    | Kitt Peak              | Spacewatch                                             |
| 192061 -      | 2006 BE60              | 26 de gener de 2006    | Kitt Peak              | Spacewatch                                             |
| 192062 -      | 2006 BY79              | 23 de gener de 2006    | Kitt Peak              | Spacewatch                                             |
| 192063 -      | 2006 BF83              | 24 de gener de 2006    | Socorro                | LINEAR                                                 |
| 192064 -      | 2006 BX83              | 25 de gener de 2006    | Kitt Peak              | Spacewatch                                             |
| 192065 -      | 2006 BY83              | 25 de gener de 2006    | Kitt Peak              | Spacewatch                                             |
| 192066 -      | 2006 BF90              | 25 de gener de 2006    | Kitt Peak              | Spacewatch                                             |
| 192067 -      | 2006 BT90              | 25 de gener de 2006    | Kitt Peak              | Spacewatch                                             |
| 192068 -      | 2006 BA93              | 26 de gener de 2006    | Kitt Peak              | Spacewatch                                             |
| 192069 -      | 2006 BU93              | 26 de gener de 2006    | Kitt Peak              | Spacewatch                                             |
| 192070 -      | 2006 BH96              | 26 de gener de 2006    | Kitt Peak              | Spacewatch                                             |
| 192071 -      | 2006 BW96              | 26 de gener de 2006    | Mount Lemmon           | Mount Lemmon Survey                                    |
| 192072 -      | 2006 BG98              | 27 de gener de 2006    | Kitt Peak              | Spacewatch                                             |
| 192073 -      | 2006 BW98              | 25 de gener de 2006    | Kitt Peak              | Spacewatch                                             |
| 192074 -      | 2006 BY98              | 25 de gener de 2006    | Kitt Peak              | Spacewatch                                             |
| 192075 -      | 2006 BW101             | 23 de gener de 2006    | Mount Lemmon           | Mount Lemmon Survey                                    |
| 192076 -      | 2006 BO103             | 23 de gener de 2006    | Mount Lemmon           | Mount Lemmon Survey                                    |
| 192077 -      | 2006 BK116             | 26 de gener de 2006    | Kitt Peak              | Spacewatch                                             |
| 192078 -      | 2006 BU123             | 26 de gener de 2006    | Kitt Peak              | Spacewatch                                             |
| 192079 -      | 2006 BC126             | 26 de gener de 2006    | Kitt Peak              | Spacewatch                                             |
| 192080 -      | 2006 BF139             | 28 de gener de 2006    | Mount Lemmon           | Mount Lemmon Survey                                    |
| 192081 -      | 2006 BW142             | 26 de gener de 2006    | Kitt Peak              | Spacewatch                                             |
| 192082 -      | 2006 BX145             | 30 de gener de 2006    | 7300 Observatory       | W. K. Y. Yeung                                         |
| 192083 -      | 2006 BS155             | 25 de gener de 2006    | Kitt Peak              | Spacewatch                                             |
| 192084 -      | 2006 BV155             | 25 de gener de 2006    | Kitt Peak              | Spacewatch                                             |
| 192085 -      | 2006 BY163             | 26 de gener de 2006    | Mount Lemmon           | Mount Lemmon Survey                                    |
| 192086 -      | 2006 BL166             | 26 de gener de 2006    | Mount Lemmon           | Mount Lemmon Survey                                    |
| 192087 -      | 2006 BM167             | 26 de gener de 2006    | Mount Lemmon           | Mount Lemmon Survey                                    |
| 192088 -      | 2006 BG169             | 26 de gener de 2006    | Mount Lemmon           | Mount Lemmon Survey                                    |
| 192089 -      | 2006 BM183             | 27 de gener de 2006    | Anderson Mesa          | LONEOS                                                 |
| 192090 -      | 2006 BQ192             | 30 de gener de 2006    | Kitt Peak              | Spacewatch                                             |
| 192091 -      | 2006 BQ196             | 30 de gener de 2006    | Kitt Peak              | Spacewatch                                             |
| 192092 -      | 2006 BD200             | 30 de gener de 2006    | Kitt Peak              | Spacewatch                                             |
| 192093 -      | 2006 BG200             | 31 de gener de 2006    | Kitt Peak              | Spacewatch                                             |
| 192094 -      | 2006 BH203             | 31 de gener de 2006    | Kitt Peak              | Spacewatch                                             |
| 192095 -      | 2006 BJ207             | 31 de gener de 2006    | Mount Lemmon           | Mount Lemmon Survey                                    |
| 192096 -      | 2006 BX207             | 31 de gener de 2006    | Catalina               | CSS                                                    |
| 192097 -      | 2006 BF210             | 31 de gener de 2006    | Catalina               | CSS                                                    |
| 192098 -      | 2006 BT252             | 31 de gener de 2006    | Kitt Peak              | Spacewatch                                             |
| 192099 -      | 2006 BS253             | 31 de gener de 2006    | Kitt Peak              | Spacewatch                                             |
| 192100 -      | 2006 BA269             | 27 de gener de 2006    | Catalina               | CSS                                                    |
| 192101-192200 |                        |                        |                        |                                                        |
| 192101 -      | 2006 BO270             | 31 de gener de 2006    | Catalina               | CSS                                                    |
| 192102 -      | 2006 BY278             | 26 de gener de 2006    | Kitt Peak              | Spacewatch                                             |
| 192103 -      | 2006 CL11              | 1 de febrer de 2006    | Kitt Peak              | Spacewatch                                             |
| 192104 -      | 2006 CK12              | 1 de febrer de 2006    | Kitt Peak              | Spacewatch                                             |
| 192105 -      | 2006 CL18              | 1 de febrer de 2006    | Kitt Peak              | Spacewatch                                             |
| 192106 -      | 2006 CE23              | 1 de febrer de 2006    | Kitt Peak              | Spacewatch                                             |
| 192107 -      | 2006 CD26              | 2 de febrer de 2006    | Kitt Peak              | Spacewatch                                             |
| 192108 -      | 2006 CO29              | 2 de febrer de 2006    | Kitt Peak              | Spacewatch                                             |
| 192109 -      | 2006 CK39              | 2 de febrer de 2006    | Kitt Peak              | Spacewatch                                             |
| 192110 -      | 2006 CR43              | 2 de febrer de 2006    | Mount Lemmon           | Mount Lemmon Survey                                    |
| 192111 -      | 2006 CT44              | 3 de febrer de 2006    | Kitt Peak              | Spacewatch                                             |
| 192112 -      | 2006 CX56              | 4 de febrer de 2006    | Kitt Peak              | Spacewatch                                             |
| 192113 -      | 2006 CB57              | 4 de febrer de 2006    | Mount Lemmon           | Mount Lemmon Survey                                    |
| 192114 -      | 2006 CR66              | 2 de febrer de 2006    | Kitt Peak              | Spacewatch                                             |
| 192115 -      | 2006 DG2               | 20 de febrer de 2006   | Kitt Peak              | Spacewatch                                             |
| 192116 -      | 2006 DM9               | 21 de febrer de 2006   | Catalina               | CSS                                                    |
| 192117 -      | 2006 DF27              | 20 de febrer de 2006   | Kitt Peak              | Spacewatch                                             |
| 192118 -      | 2006 DN30              | 20 de febrer de 2006   | Kitt Peak              | Spacewatch                                             |
| 192119 -      | 2006 DG32              | 20 de febrer de 2006   | Mount Lemmon           | Mount Lemmon Survey                                    |
| 192120 -      | 2006 DB44              | 20 de febrer de 2006   | Kitt Peak              | Spacewatch                                             |
| 192121 -      | 2006 DG45              | 20 de febrer de 2006   | Kitt Peak              | Spacewatch                                             |
| 192122 -      | 2006 DB53              | 24 de febrer de 2006   | Kitt Peak              | Spacewatch                                             |
| 192123 -      | 2006 DJ59              | 24 de febrer de 2006   | Mount Lemmon           | Mount Lemmon Survey                                    |
| 192124 -      | 2006 DO59              | 24 de febrer de 2006   | Mount Lemmon           | Mount Lemmon Survey                                    |
| 192125 -      | 2006 DB69              | 20 de febrer de 2006   | Catalina               | CSS                                                    |
| 192126 -      | 2006 DF74              | 23 de febrer de 2006   | Anderson Mesa          | LONEOS                                                 |
| 192127 -      | 2006 DY77              | 24 de febrer de 2006   | Kitt Peak              | Spacewatch                                             |
| 192128 -      | 2006 DV94              | 24 de febrer de 2006   | Kitt Peak              | Spacewatch                                             |
| 192129 -      | 2006 DN98              | 25 de febrer de 2006   | Kitt Peak              | Spacewatch                                             |
| 192130 -      | 2006 DZ101             | 25 de febrer de 2006   | Kitt Peak              | Spacewatch                                             |
| 192131 -      | 2006 DD116             | 27 de febrer de 2006   | Kitt Peak              | Spacewatch                                             |
| 192132 -      | 2006 DK120             | 21 de febrer de 2006   | Catalina               | CSS                                                    |
| 192133 -      | 2006 DZ120             | 22 de febrer de 2006   | Catalina               | CSS                                                    |
| 192134 -      | 2006 DJ124             | 24 de febrer de 2006   | Mount Lemmon           | Mount Lemmon Survey                                    |
| 192135 -      | 2006 DF159             | 27 de febrer de 2006   | Kitt Peak              | Spacewatch                                             |
| 192136 -      | 2006 DS160             | 27 de febrer de 2006   | Kitt Peak              | Spacewatch                                             |
| 192137 -      | 2006 DZ187             | 27 de febrer de 2006   | Kitt Peak              | Spacewatch                                             |
| 192138 -      | 2006 DX195             | 20 de febrer de 2006   | Kitt Peak              | Spacewatch                                             |
| 192139 -      | 2006 DC198             | 25 de febrer de 2006   | Anderson Mesa          | LONEOS                                                 |
| 192140 -      | 2006 EV26              | 3 de març de 2006      | Kitt Peak              | Spacewatch                                             |
| 192141 -      | 2006 EB41              | 4 de març de 2006      | Kitt Peak              | Spacewatch                                             |
| 192142 -      | 2006 FB2               | 23 de març de 2006     | Catalina               | CSS                                                    |
| 192143 -      | 2006 FC8               | 23 de març de 2006     | Mount Lemmon           | Mount Lemmon Survey                                    |
| 192144 -      | 2006 FR9               | 24 de març de 2006     | RAS                    | A. Lowe                                                |
| 192145 -      | 2006 FG21              | 24 de març de 2006     | Mount Lemmon           | Mount Lemmon Survey                                    |
| 192146 -      | 2006 FP22              | 24 de març de 2006     | Mount Lemmon           | Mount Lemmon Survey                                    |
| 192147 -      | 2006 FS40              | 26 de març de 2006     | Kitt Peak              | Spacewatch                                             |
| 192148 -      | 2006 FK43              | 29 de març de 2006     | Socorro                | LINEAR                                                 |
| 192149 -      | 2006 FV47              | 24 de març de 2006     | Anderson Mesa          | LONEOS                                                 |
| 192150 -      | 2006 GC40              | 6 d'abril de 2006      | Socorro                | LINEAR                                                 |
| 192151 -      | 2006 HD5               | 19 d'abril de 2006     | Catalina               | CSS                                                    |
| 192152 -      | 2006 HC7               | 19 d'abril de 2006     | Palomar                | NEAT                                                   |
| 192153 -      | 2006 HH8               | 19 d'abril de 2006     | Kitt Peak              | Spacewatch                                             |
| 192154 -      | 2006 HN9               | 19 d'abril de 2006     | Anderson Mesa          | LONEOS                                                 |
| 192155 -      | 2006 HZ17              | 21 d'abril de 2006     | Piszkéstető            | K. Sárneczky                                           |
| 192156 -      | 2006 HP42              | 23 d'abril de 2006     | Socorro                | LINEAR                                                 |
| 192157 -      | 2006 VZ113             | 13 de novembre de 2006 | San Marcello           | San Marcello                                           |
| 192158 -      | 2006 XF4               | 14 de desembre de 2006 | Wildberg               | R. Apitzsch                                            |
| 192159 -      | 2007 BP16              | 17 de gener de 2007    | Catalina               | CSS                                                    |
| 192160 -      | 2007 BX28              | 24 de gener de 2007    | Nyukasa                | Nyukasa                                                |
| 192161 -      | 2007 CY3               | 6 de febrer de 2007    | Mount Lemmon           | Mount Lemmon Survey                                    |
| 192162 -      | 2007 CN41              | 7 de febrer de 2007    | Kitt Peak              | Spacewatch                                             |
| 192163 -      | 2007 CM42              | 7 de febrer de 2007    | Mount Lemmon           | Mount Lemmon Survey                                    |
| 192164 -      | 2007 DB11              | 17 de febrer de 2007   | Kitt Peak              | Spacewatch                                             |
| 192165 -      | 2007 DG13              | 16 de febrer de 2007   | Palomar                | NEAT                                                   |
| 192166 -      | 2007 DJ18              | 17 de febrer de 2007   | Kitt Peak              | Spacewatch                                             |
| 192167 -      | 2007 DQ18              | 17 de febrer de 2007   | Kitt Peak              | Spacewatch                                             |
| 192168 -      | 2007 DT53              | 19 de febrer de 2007   | Mount Lemmon           | Mount Lemmon Survey                                    |
| 192169 -      | 2007 DR75              | 21 de febrer de 2007   | Kitt Peak              | Spacewatch                                             |
| 192170 -      | 2007 DV82              | 23 de febrer de 2007   | Kitt Peak              | Spacewatch                                             |
| 192171 -      | 2007 DC83              | 24 de febrer de 2007   | Socorro                | LINEAR                                                 |
| 192172 -      | 2007 DO105             | 17 de febrer de 2007   | Kitt Peak              | Spacewatch                                             |
| 192173 -      | 2007 EF42              | 9 de març de 2007      | Kitt Peak              | Spacewatch                                             |
| 192174 -      | 2007 EG51              | 10 de març de 2007     | Palomar                | NEAT                                                   |
| 192175 -      | 2007 EL72              | 10 de març de 2007     | Kitt Peak              | Spacewatch                                             |
| 192176 -      | 2007 ER149             | 12 de març de 2007     | Mount Lemmon           | Mount Lemmon Survey                                    |
| 192177 -      | 2007 EB182             | 14 de març de 2007     | Kitt Peak              | Spacewatch                                             |
| 192178 -      | 2007 EA200             | 10 de març de 2007     | XuYi                   | PMO NEO Survey Program                                 |
| 192179 -      | 2007 EQ210             | 8 de març de 2007      | Palomar                | NEAT                                                   |
| 192180 -      | 2007 ED213             | 14 de març de 2007     | Siding Spring          | SSS                                                    |
| 192181 -      | 2007 EC214             | 12 de març de 2007     | Kitt Peak              | Spacewatch                                             |
| 192182 -      | 2007 EP217             | 11 de març de 2007     | Mount Lemmon           | Mount Lemmon Survey                                    |
| 192183 -      | 2007 FG12              | 17 de març de 2007     | Anderson Mesa          | LONEOS                                                 |
| 192184 -      | 2007 FW35              | 25 de març de 2007     | Catalina               | CSS                                                    |
| 192185 -      | 2007 FS43              | 18 de març de 2007     | Kitt Peak              | Spacewatch                                             |
| 192186 -      | 2007 GA5               | 12 d'abril de 2007     | Altschwendt            | W. Ries                                                |
| 192187 -      | 2007 GF9               | 8 d'abril de 2007      | Kitt Peak              | Spacewatch                                             |
| 192188 -      | 2007 GR9               | 8 d'abril de 2007      | Siding Spring          | SSS                                                    |
| 192189 -      | 2007 GT23              | 11 d'abril de 2007     | Kitt Peak              | Spacewatch                                             |
| 192190 -      | 2007 GG33              | 11 d'abril de 2007     | Catalina               | CSS                                                    |
| 192191 -      | 2007 GH39              | 14 d'abril de 2007     | Kitt Peak              | Spacewatch                                             |
| 192192 -      | 2007 GX45              | 14 d'abril de 2007     | Kitt Peak              | Spacewatch                                             |
| 192193 -      | 2007 GP48              | 14 d'abril de 2007     | Kitt Peak              | Spacewatch                                             |
| 192194 -      | 2007 GW53              | 14 d'abril de 2007     | Kitt Peak              | Spacewatch                                             |
| 192195 -      | 2007 GM71              | 14 d'abril de 2007     | Catalina               | CSS                                                    |
| 192196 -      | 2007 HU2               | 16 d'abril de 2007     | Mount Lemmon           | Mount Lemmon Survey                                    |
| 192197 -      | 2007 HR4               | 19 d'abril de 2007     | Great Shefford         | P. Birtwhistle                                         |
| 192198 -      | 2007 HJ12              | 19 d'abril de 2007     | Mount Lemmon           | Mount Lemmon Survey                                    |
| 192199 -      | 2007 HE25              | 18 d'abril de 2007     | Kitt Peak              | Spacewatch                                             |
| 192200 -      | 2007 HN52              | 20 d'abril de 2007     | Kitt Peak              | Spacewatch                                             |
| 192201-192300 |                        |                        |                        |                                                        |
| 192201 -      | 2007 HA61              | 20 d'abril de 2007     | Kitt Peak              | Spacewatch                                             |
| 192202 -      | 2007 HP70              | 19 d'abril de 2007     | Kitt Peak              | Spacewatch                                             |
| 192203 -      | 2007 HH90              | 22 d'abril de 2007     | Siding Spring          | SSS                                                    |
| 192204 -      | 2007 JN21              | 12 de maig de 2007     | Tiki                   | S. F. Hönig, N. Teamo                                  |
| 192205 -      | 2007 JJ27              | 9 de maig de 2007      | Kitt Peak              | Spacewatch                                             |
| 192206 -      | 2007 JR28              | 10 de maig de 2007     | Mount Lemmon           | Mount Lemmon Survey                                    |
| 192207 -      | 2007 JB33              | 12 de maig de 2007     | Mount Lemmon           | Mount Lemmon Survey                                    |
| 192208 -      | 2007 JX33              | 11 de maig de 2007     | Lulin Observatory      | LUSS                                                   |
| 192209 -      | 2007 JL38              | 12 de maig de 2007     | Mount Lemmon           | Mount Lemmon Survey                                    |
| 192210 -      | 2007 JY41              | 15 de maig de 2007     | Mount Lemmon           | Mount Lemmon Survey                                    |
| 192211 -      | 2007 KO3               | 17 de maig de 2007     | Catalina               | CSS                                                    |
| 192212 -      | 2007 LM1               | 5 de juny de 2007      | Catalina               | CSS                                                    |
| 192213 -      | 2007 LE28              | 15 de juny de 2007     | Kitt Peak              | Spacewatch                                             |
| 192214 -      | 2007 LA34              | 5 de juny de 2007      | Catalina               | CSS                                                    |
| 192215 -      | 2007 MH19              | 21 de juny de 2007     | Mount Lemmon           | Mount Lemmon Survey                                    |
| 192216 -      | 2007 ML20              | 23 de juny de 2007     | Kitt Peak              | Spacewatch                                             |
| 192217 -      | 2007 PT9               | 9 d'agost de 2007      | Chante-Perdrix         | Chante-Perdrix                                         |
| 192218 -      | 2007 PX45              | 10 d'agost de 2007     | Kitt Peak              | Spacewatch                                             |
| 192219 -      | 2007 RO23              | 3 de setembre de 2007  | Catalina               | CSS                                                    |
| 192220 -      | 2007 RZ132             | 14 de setembre de 2007 | Taunus                 | Taunus                                                 |
| 192221 -      | 2007 RQ278             | 5 de setembre de 2007  | Siding Spring          | SSS                                                    |
| 192222 -      | 2007 RZ281             | 15 de setembre de 2007 | Catalina               | CSS                                                    |
| 192223 -      | 2007 VM6               | 3 de novembre de 2007  | Mount Lemmon           | Mount Lemmon Survey                                    |
| 192224 -      | 2007 VO6               | 4 de novembre de 2007  | Mount Lemmon           | Mount Lemmon Survey                                    |
| 192225 -      | 2007 WT20              | 18 de novembre de 2007 | Mount Lemmon           | Mount Lemmon Survey                                    |
| 192226 -      | 2008 AB112             | 15 de gener de 2008    | Kitt Peak              | Spacewatch                                             |
| 192227 -      | 2008 AD118             | 13 de gener de 2008    | Catalina               | CSS                                                    |
| 192228 -      | 2008 BE33              | 30 de gener de 2008    | Kitt Peak              | Spacewatch                                             |
| 192229 -      | 2008 CA12              | 3 de febrer de 2008    | Kitt Peak              | Spacewatch                                             |
| 192230 -      | 2008 CQ40              | 2 de febrer de 2008    | Kitt Peak              | Spacewatch                                             |
| 192231 -      | 2008 CK45              | 2 de febrer de 2008    | Kitt Peak              | Spacewatch                                             |
| 192232 -      | 2008 CN48              | 3 de febrer de 2008    | Kitt Peak              | Spacewatch                                             |
| 192233 -      | 2008 CV83              | 7 de febrer de 2008    | Kitt Peak              | Spacewatch                                             |
| 192234 -      | 2008 CS189             | 13 de febrer de 2008   | Catalina               | CSS                                                    |
| 192235 -      | 2008 CE201             | 13 de febrer de 2008   | Mount Lemmon           | Mount Lemmon Survey                                    |
| 192236 -      | 2008 CO202             | 8 de febrer de 2008    | Kitt Peak              | Spacewatch                                             |
| 192237 -      | 2008 DS1               | 24 de febrer de 2008   | Mount Lemmon           | Mount Lemmon Survey                                    |
| 192238 -      | 2008 DP29              | 26 de febrer de 2008   | Kitt Peak              | Spacewatch                                             |
| 192239 -      | 2008 DG40              | 27 de febrer de 2008   | Kitt Peak              | Spacewatch                                             |
| 192240 -      | 2008 DL54              | 27 de febrer de 2008   | Catalina               | CSS                                                    |
| 192241 -      | 2008 DA70              | 26 de febrer de 2008   | Mount Lemmon           | Mount Lemmon Survey                                    |
| 192242 -      | 2008 DF85              | 28 de febrer de 2008   | Kitt Peak              | Spacewatch                                             |
| 192243 -      | 2008 EY32              | 1 de març de 2008      | Kitt Peak              | Spacewatch                                             |
| 192244 -      | 2008 EP39              | 4 de març de 2008      | Kitt Peak              | Spacewatch                                             |
| 192245 -      | 2008 EG50              | 6 de març de 2008      | Mount Lemmon           | Mount Lemmon Survey                                    |
| 192246 -      | 2008 EY57              | 7 de març de 2008      | Mount Lemmon           | Mount Lemmon Survey                                    |
| 192247 -      | 2008 EJ98              | 2 de març de 2008      | Catalina               | CSS                                                    |
| 192248 -      | 2008 EK99              | 4 de març de 2008      | Catalina               | CSS                                                    |
| 192249 -      | 2008 EC119             | 9 de març de 2008      | Mount Lemmon           | Mount Lemmon Survey                                    |
| 192250 -      | 2008 FS39              | 28 de març de 2008     | Kitt Peak              | Spacewatch                                             |
| 192251 -      | 2008 FF69              | 28 de març de 2008     | Mount Lemmon           | Mount Lemmon Survey                                    |
| 192252 -      | 2008 FC70              | 28 de març de 2008     | Kitt Peak              | Spacewatch                                             |
| 192253 -      | 2008 FK80              | 27 de març de 2008     | Mount Lemmon           | Mount Lemmon Survey                                    |
| 192254 -      | 2008 GB20              | 3 d'abril de 2008      | Kitt Peak              | Spacewatch                                             |
| 192255 -      | 2008 GM36              | 3 d'abril de 2008      | Kitt Peak              | Spacewatch                                             |
| 192256 -      | 2008 GS54              | 5 d'abril de 2008      | Mount Lemmon           | Mount Lemmon Survey                                    |
| 192257 -      | 2008 GD60              | 5 d'abril de 2008      | Catalina               | CSS                                                    |
| 192258 -      | 2008 GB76              | 7 d'abril de 2008      | Mount Lemmon           | Mount Lemmon Survey                                    |
| 192259 -      | 2008 GR107             | 12 d'abril de 2008     | Catalina               | CSS                                                    |
| 192260 -      | 2008 GQ134             | 4 d'abril de 2008      | Catalina               | CSS                                                    |
| 192261 -      | 2008 HB6               | 24 d'abril de 2008     | Kitt Peak              | Spacewatch                                             |
| 192262 -      | 2008 HO8               | 24 d'abril de 2008     | Kitt Peak              | Spacewatch                                             |
| 192263 -      | 2008 HZ16              | 25 d'abril de 2008     | Catalina               | CSS                                                    |
| 192264 -      | 2008 HH38              | 28 d'abril de 2008     | Socorro                | LINEAR                                                 |
| 192265 -      | 2008 KV15              | 27 de maig de 2008     | Kitt Peak              | Spacewatch                                             |
| 192266 -      | 2008 KN31              | 29 de maig de 2008     | Kitt Peak              | Spacewatch                                             |
| 192267 -      | 2008 KT33              | 29 de maig de 2008     | Mount Lemmon           | Mount Lemmon Survey                                    |
| 192268 -      | 2008 LD12              | 7 de juny de 2008      | Kitt Peak              | Spacewatch                                             |
| 192269 -      | 2008 OB4               | 26 de juliol de 2008   | Siding Spring          | SSS                                                    |
| 192270 -      | 7642 P-L               | 17 d'octubre de 1960   | Palomar                | C. J. van Houten, I. van Houten-Groeneveld, T. Gehrels |
| 192271 -      | 3310 T-1               | 26 de març de 1971     | Palomar                | C. J. van Houten, I. van Houten-Groeneveld, T. Gehrels |
| 192272 -      | 1132 T-2               | 29 de setembre de 1973 | Palomar                | C. J. van Houten, I. van Houten-Groeneveld, T. Gehrels |
| 192273 -      | 2299 T-2               | 29 de setembre de 1973 | Palomar                | C. J. van Houten, I. van Houten-Groeneveld, T. Gehrels |
| 192274 -      | 1169 T-3               | 17 d'octubre de 1977   | Palomar                | C. J. van Houten, I. van Houten-Groeneveld, T. Gehrels |
| 192275 -      | 2227 T-3               | 16 d'octubre de 1977   | Palomar                | C. J. van Houten, I. van Houten-Groeneveld, T. Gehrels |
| 192276 -      | 2498 T-3               | 16 d'octubre de 1977   | Palomar                | C. J. van Houten, I. van Houten-Groeneveld, T. Gehrels |
| 192277 -      | 3126 T-3               | 16 d'octubre de 1977   | Palomar                | C. J. van Houten, I. van Houten-Groeneveld, T. Gehrels |
| 192278 -      | 3148 T-3               | 16 d'octubre de 1977   | Palomar                | C. J. van Houten, I. van Houten-Groeneveld, T. Gehrels |
| 192279 -      | 3153 T-3               | 16 d'octubre de 1977   | Palomar                | C. J. van Houten, I. van Houten-Groeneveld, T. Gehrels |
| 192280 -      | 3534 T-3               | 16 d'octubre de 1977   | Palomar                | C. J. van Houten, I. van Houten-Groeneveld, T. Gehrels |
| 192281 -      | 1978 UC7               | 27 d'octubre de 1978   | Palomar                | C. M. Olmstead                                         |
| 192282 -      | 1979 MY4               | 25 de juny de 1979     | Siding Spring          | E. F. Helin, S. J. Bus                                 |
| 192283 -      | 1981 EE3               | 2 de març de 1981      | Siding Spring          | S. J. Bus                                              |
| 192284 -      | 1981 EL11              | 7 de març de 1981      | Siding Spring          | S. J. Bus                                              |
| 192285 -      | 1981 EU12              | 1 de març de 1981      | Siding Spring          | S. J. Bus                                              |
| 192286 -      | 1981 ES15              | 1 de març de 1981      | Siding Spring          | S. J. Bus                                              |
| 192287 -      | 1981 EL22              | 2 de març de 1981      | Siding Spring          | S. J. Bus                                              |
| 192288 -      | 1981 EF34              | 1 de març de 1981      | Siding Spring          | S. J. Bus                                              |
| 192289 -      | 1981 EQ45              | 1 de març de 1981      | Siding Spring          | S. J. Bus                                              |
| 192290 -      | 1989 QT                | 26 d'agost de 1989     | Siding Spring          | R. H. McNaught                                         |
| 192291 -      | 1990 QX19              | 17 d'agost de 1990     | Palomar                | A. Lowe                                                |
| 192292 -      | 1990 RC7               | 13 de setembre de 1990 | La Silla               | H. Debehogne                                           |
| 192293 -      | 1990 TA2               | 10 d'octubre de 1990   | Tautenburg Observatory | F. Börngen, L. D. Schmadel                             |
| 192294 -      | 1991 TE15              | 6 d'octubre de 1991    | Palomar                | A. Lowe                                                |
| 192295 -      | 1991 TN15              | 6 d'octubre de 1991    | Palomar                | A. Lowe                                                |
| 192296 -      | 1991 TA16              | 6 d'octubre de 1991    | Palomar                | A. Lowe                                                |
| 192297 -      | 1992 DX9               | 29 de febrer de 1992   | La Silla               | UESAC                                                  |
| 192298 -      | 1992 ES2               | 6 de març de 1992      | Kitt Peak              | Spacewatch                                             |
| 192299 -      | 1992 EW4               | 1 de març de 1992      | La Silla               | UESAC                                                  |
| 192300 -      | 1992 SY9               | 27 de setembre de 1992 | Kitt Peak              | Spacewatch                                             |
| 192301-192400 |                        |                        |                        |                                                        |
| 192301 -      | 1992 SQ10              | 27 de setembre de 1992 | Kitt Peak              | Spacewatch                                             |
| 192302 -      | 1993 BL8               | 21 de gener de 1993    | Kitt Peak              | Spacewatch                                             |
| 192303 -      | 1993 FJ7               | 17 de març de 1993     | La Silla               | UESAC                                                  |
| 192304 -      | 1993 FK40              | 19 de març de 1993     | La Silla               | UESAC                                                  |
| 192305 -      | 1993 FE45              | 19 de març de 1993     | La Silla               | UESAC                                                  |
| 192306 -      | 1993 FB80              | 17 de març de 1993     | La Silla               | UESAC                                                  |
| 192307 -      | 1993 RM16              | 15 de setembre de 1993 | La Silla               | H. Debehogne, E. W. Elst                               |
| 192308 -      | 1993 TK7               | 9 d'octubre de 1993    | Kitt Peak              | Spacewatch                                             |
| 192309 -      | 1993 TK26              | 9 d'octubre de 1993    | La Silla               | E. W. Elst                                             |
| 192310 -      | 1993 TN26              | 9 d'octubre de 1993    | La Silla               | E. W. Elst                                             |
| 192311 -      | 1993 TS29              | 9 d'octubre de 1993    | La Silla               | E. W. Elst                                             |
| 192312 -      | 1994 AT9               | 8 de gener de 1994     | Kitt Peak              | Spacewatch                                             |
| 192313 -      | 1994 AV13              | 12 de gener de 1994    | Kitt Peak              | Spacewatch                                             |
| 192314 -      | 1994 CN1               | 9 de febrer de 1994    | Farra d'Isonzo         | Farra d'Isonzo                                         |
| 192315 -      | 1994 JO4               | 3 de maig de 1994      | Kitt Peak              | Spacewatch                                             |
| 192316 -      | 1994 JH6               | 4 de maig de 1994      | Kitt Peak              | Spacewatch                                             |
| 192317 -      | 1994 PO26              | 12 d'agost de 1994     | La Silla               | E. W. Elst                                             |
| 192318 -      | 1994 RH16              | 3 de setembre de 1994  | La Silla               | E. W. Elst                                             |
| 192319 -      | 1994 RY24              | 5 de setembre de 1994  | La Silla               | E. W. Elst                                             |
| 192320 -      | 1994 RA28              | 5 de setembre de 1994  | La Silla               | E. W. Elst                                             |
| 192321 -      | 1994 SE11              | 29 de setembre de 1994 | Kitt Peak              | Spacewatch                                             |
| 192322 -      | 1994 SN11              | 29 de setembre de 1994 | Kitt Peak              | Spacewatch                                             |
| 192323 -      | 1994 SD12              | 29 de setembre de 1994 | Kitt Peak              | Spacewatch                                             |
| 192324 -      | 1994 TD7               | 4 d'octubre de 1994    | Kitt Peak              | Spacewatch                                             |
| 192325 -      | 1994 UL8               | 28 d'octubre de 1994   | Kitt Peak              | Spacewatch                                             |
| 192326 -      | 1994 UT8               | 28 d'octubre de 1994   | Kitt Peak              | Spacewatch                                             |
| 192327 -      | 1994 VS3               | 1 de novembre de 1994  | Kitt Peak              | Spacewatch                                             |
| 192328 -      | 1994 WW5               | 28 de novembre de 1994 | Kitt Peak              | Spacewatch                                             |
| 192329 -      | 1995 BE14              | 31 de gener de 1995    | Kitt Peak              | Spacewatch                                             |
| 192330 -      | 1995 BN15              | 31 de gener de 1995    | Kitt Peak              | Spacewatch                                             |
| 192331 -      | 1995 CB6               | 1 de febrer de 1995    | Kitt Peak              | Spacewatch                                             |
| 192332 -      | 1995 FA                | 21 de març de 1995     | Stroncone              | Stroncone                                              |
| 192333 -      | 1995 FG5               | 23 de març de 1995     | Kitt Peak              | Spacewatch                                             |
| 192334 -      | 1995 GU6               | 6 d'abril de 1995      | Kitt Peak              | Spacewatch                                             |
| 192335 -      | 1995 HD4               | 26 d'abril de 1995     | Kitt Peak              | Spacewatch                                             |
| 192336 -      | 1995 KK3               | 25 de maig de 1995     | Kitt Peak              | Spacewatch                                             |
| 192337 -      | 1995 ME2               | 23 de juny de 1995     | Kitt Peak              | Spacewatch                                             |
| 192338 -      | 1995 MM5               | 23 de juny de 1995     | Kitt Peak              | Spacewatch                                             |
| 192339 -      | 1995 OD4               | 22 de juliol de 1995   | Kitt Peak              | Spacewatch                                             |
| 192340 -      | 1995 OE14              | 23 de juliol de 1995   | Kitt Peak              | Spacewatch                                             |
| 192341 -      | 1995 QF6               | 22 d'agost de 1995     | Kitt Peak              | Spacewatch                                             |
| 192342 -      | 1995 SP14              | 18 de setembre de 1995 | Kitt Peak              | Spacewatch                                             |
| 192343 -      | 1995 SU14              | 18 de setembre de 1995 | Kitt Peak              | Spacewatch                                             |
| 192344 -      | 1995 SY15              | 18 de setembre de 1995 | Kitt Peak              | Spacewatch                                             |
| 192345 -      | 1995 SG24              | 19 de setembre de 1995 | Kitt Peak              | Spacewatch                                             |
| 192346 -      | 1995 ST31              | 21 de setembre de 1995 | Kitt Peak              | Spacewatch                                             |
| 192347 -      | 1995 SK32              | 21 de setembre de 1995 | Kitt Peak              | Spacewatch                                             |
| 192348 -      | 1995 SY37              | 24 de setembre de 1995 | Kitt Peak              | Spacewatch                                             |
| 192349 -      | 1995 SV44              | 25 de setembre de 1995 | Kitt Peak              | Spacewatch                                             |
| 192350 -      | 1995 SW49              | 26 de setembre de 1995 | Kitt Peak              | Spacewatch                                             |
| 192351 -      | 1995 SM51              | 26 de setembre de 1995 | Kitt Peak              | Spacewatch                                             |
| 192352 -      | 1995 SE86              | 26 de setembre de 1995 | Kitt Peak              | Spacewatch                                             |
| 192353 -      | 1995 TS1               | 14 d'octubre de 1995   | Xinglong               | Beijing Schmidt CCD Asteroid Program                   |
| 192354 -      | 1995 TV2               | 15 d'octubre de 1995   | Kitt Peak              | Spacewatch                                             |
| 192355 -      | 1995 TL3               | 15 d'octubre de 1995   | Kitt Peak              | Spacewatch                                             |
| 192356 -      | 1995 UB12              | 17 d'octubre de 1995   | Kitt Peak              | Spacewatch                                             |
| 192357 -      | 1995 UY16              | 17 d'octubre de 1995   | Kitt Peak              | Spacewatch                                             |
| 192358 -      | 1995 VT4               | 14 de novembre de 1995 | Kitt Peak              | Spacewatch                                             |
| 192359 -      | 1995 VY7               | 14 de novembre de 1995 | Kitt Peak              | Spacewatch                                             |
| 192360 -      | 1995 VN11              | 15 de novembre de 1995 | Kitt Peak              | Spacewatch                                             |
| 192361 -      | 1995 VB17              | 15 de novembre de 1995 | Kitt Peak              | Spacewatch                                             |
| 192362 -      | 1995 VC18              | 15 de novembre de 1995 | Kitt Peak              | Spacewatch                                             |
| 192363 -      | 1995 WR9               | 16 de novembre de 1995 | Kitt Peak              | Spacewatch                                             |
| 192364 -      | 1995 WB16              | 17 de novembre de 1995 | Kitt Peak              | Spacewatch                                             |
| 192365 -      | 1995 WU25              | 18 de novembre de 1995 | Kitt Peak              | Spacewatch                                             |
| 192366 -      | 1995 XP3               | 14 de desembre de 1995 | Kitt Peak              | Spacewatch                                             |
| 192367 -      | 1995 YF25              | 16 de desembre de 1995 | Kitt Peak              | Spacewatch                                             |
| 192368 -      | 1996 AT5               | 12 de gener de 1996    | Kitt Peak              | Spacewatch                                             |
| 192369 -      | 1996 AC6               | 12 de gener de 1996    | Kitt Peak              | Spacewatch                                             |
| 192370 -      | 1996 AG10              | 13 de gener de 1996    | Kitt Peak              | Spacewatch                                             |
| 192371 -      | 1996 AD12              | 14 de gener de 1996    | Kitt Peak              | Spacewatch                                             |
| 192372 -      | 1996 AB14              | 15 de gener de 1996    | Kitt Peak              | Spacewatch                                             |
| 192373 -      | 1996 BL6               | 18 de gener de 1996    | Kitt Peak              | Spacewatch                                             |
| 192374 -      | 1996 BP6               | 19 de gener de 1996    | Kitt Peak              | Spacewatch                                             |
| 192375 -      | 1996 BR7               | 19 de gener de 1996    | Kitt Peak              | Spacewatch                                             |
| 192376 -      | 1996 EH6               | 11 de març de 1996     | Kitt Peak              | Spacewatch                                             |
| 192377 -      | 1996 EL11              | 12 de març de 1996     | Kitt Peak              | Spacewatch                                             |
| 192378 -      | 1996 FZ10              | 20 de març de 1996     | Kitt Peak              | Spacewatch                                             |
| 192379 -      | 1996 GS6               | 12 d'abril de 1996     | Kitt Peak              | Spacewatch                                             |
| 192380 -      | 1996 GR11              | 14 d'abril de 1996     | Kitt Peak              | Spacewatch                                             |
| 192381 -      | 1996 HT4               | 18 d'abril de 1996     | Kitt Peak              | Spacewatch                                             |
| 192382 -      | 1996 JM8               | 12 de maig de 1996     | Kitt Peak              | Spacewatch                                             |
| 192383 -      | 1996 JD10              | 13 de maig de 1996     | Kitt Peak              | Spacewatch                                             |
| 192384 -      | 1996 KN2               | 18 de maig de 1996     | Kitt Peak              | Spacewatch                                             |
| 192385 -      | 1996 RO12              | 8 de setembre de 1996  | Kitt Peak              | Spacewatch                                             |
| 192386 -      | 1996 RE14              | 8 de setembre de 1996  | Kitt Peak              | Spacewatch                                             |
| 192387 -      | 1996 RV15              | 13 de setembre de 1996 | Kitt Peak              | Spacewatch                                             |
| 192388 -      | 1996 RD29              | 11 de setembre de 1996 | La Silla               | Uppsala-DLR Trojan Survey                              |
| 192389 -      | 1996 RT29              | 12 de setembre de 1996 | La Silla               | Uppsala-DLR Trojan Survey                              |
| 192390 -      | 1996 RO30              | 13 de setembre de 1996 | La Silla               | Uppsala-DLR Trojan Survey                              |
| 192391 -      | 1996 TQ2               | 3 d'octubre de 1996    | Xinglong               | Beijing Schmidt CCD Asteroid Program                   |
| 192392 -      | 1996 TM18              | 4 d'octubre de 1996    | Kitt Peak              | Spacewatch                                             |
| 192393 -      | 1996 TT22              | 6 d'octubre de 1996    | Kitt Peak              | Spacewatch                                             |
| 192394 -      | 1996 TJ35              | 11 d'octubre de 1996   | Kitt Peak              | Spacewatch                                             |
| 192395 -      | 1996 TN36              | 12 d'octubre de 1996   | Kitt Peak              | Spacewatch                                             |
| 192396 -      | 1996 XP3               | 1 de desembre de 1996  | Kitt Peak              | Spacewatch                                             |
| 192397 -      | 1996 XZ5               | 7 de desembre de 1996  | Oizumi                 | T. Kobayashi                                           |
| 192398 -      | 1996 XL10              | 2 de desembre de 1996  | Kitt Peak              | Spacewatch                                             |
| 192399 -      | 1996 XL29              | 13 de desembre de 1996 | Kitt Peak              | Spacewatch                                             |
| 192400 -      | 1997 AG2               | 3 de gener de 1997     | Oizumi                 | T. Kobayashi                                           |
| 192401-192500 |                        |                        |                        |                                                        |
| 192401 -      | 1997 AR8               | 2 de gener de 1997     | Kitt Peak              | Spacewatch                                             |
| 192402 -      | 1997 AW12              | 10 de gener de 1997    | Oizumi                 | T. Kobayashi                                           |
| 192403 -      | 1997 BQ4               | 31 de gener de 1997    | Kitt Peak              | Spacewatch                                             |
| 192404 -      | 1997 EE19              | 3 de març de 1997      | Kitt Peak              | Spacewatch                                             |
| 192405 -      | 1997 EU21              | 4 de març de 1997      | Kitt Peak              | Spacewatch                                             |
| 192406 -      | 1997 EK26              | 4 de març de 1997      | Kitt Peak              | Spacewatch                                             |
| 192407 -      | 1997 EY30              | 5 de març de 1997      | Kitt Peak              | Spacewatch                                             |
| 192408 -      | 1997 GD1               | 2 d'abril de 1997      | Kitt Peak              | Spacewatch                                             |
| 192409 -      | 1997 GX13              | 3 d'abril de 1997      | Socorro                | LINEAR                                                 |
| 192410 -      | 1997 GD25              | 7 d'abril de 1997      | Kitt Peak              | Spacewatch                                             |
| 192411 -      | 1997 GX31              | 15 d'abril de 1997     | Kitt Peak              | Spacewatch                                             |
| 192412 -      | 1997 HQ7               | 30 d'abril de 1997     | Socorro                | LINEAR                                                 |
| 192413 -      | 1997 HN9               | 30 d'abril de 1997     | Socorro                | LINEAR                                                 |
| 192414 -      | 1997 LG17              | 8 de juny de 1997      | La Silla               | E. W. Elst                                             |
| 192415 -      | 1997 LM18              | 8 de juny de 1997      | Kitt Peak              | Spacewatch                                             |
| 192416 -      | 1997 MA1               | 28 de juny de 1997     | Rand                   | G. R. Viscome                                          |
| 192417 -      | 1997 NS7               | 7 de juliol de 1997    | Kitt Peak              | Spacewatch                                             |
| 192418 -      | 1997 PC3               | 10 d'agost de 1997     | Ondřejov               | P. Pravec                                              |
| 192419 -      | 1997 SM18              | 28 de setembre de 1997 | Kitt Peak              | Spacewatch                                             |
| 192420 -      | 1997 SP20              | 28 de setembre de 1997 | Kitt Peak              | Spacewatch                                             |
| 192421 -      | 1997 SU20              | 28 de setembre de 1997 | Kitt Peak              | Spacewatch                                             |
| 192422 -      | 1997 SH21              | 29 de setembre de 1997 | Kitt Peak              | Spacewatch                                             |
| 192423 -      | 1997 SM26              | 28 de setembre de 1997 | Kitt Peak              | Spacewatch                                             |
| 192424 -      | 1997 SL30              | 30 de setembre de 1997 | Kitt Peak              | Spacewatch                                             |
| 192425 -      | 1997 ST35              | 29 de setembre de 1997 | Kitt Peak              | Spacewatch                                             |
| 192426 -      | 1997 TJ3               | 3 d'octubre de 1997    | Caussols               | ODAS                                                   |
| 192427 -      | 1997 TD4               | 3 d'octubre de 1997    | Caussols               | ODAS                                                   |
| 192428 -      | 1997 TZ5               | 2 d'octubre de 1997    | Caussols               | ODAS                                                   |
| 192429 -      | 1997 TO9               | 2 d'octubre de 1997    | Kitt Peak              | Spacewatch                                             |
| 192430 -      | 1997 TD13              | 3 d'octubre de 1997    | Kitt Peak              | Spacewatch                                             |
| 192431 -      | 1997 TS21              | 4 d'octubre de 1997    | Kitt Peak              | Spacewatch                                             |
| 192432 -      | 1997 TA24              | 11 d'octubre de 1997   | Kitt Peak              | Spacewatch                                             |
| 192433 -      | 1997 TL26              | 8 d'octubre de 1997    | Uenohara               | N. Kawasato                                            |
| 192434 -      | 1997 US1               | 23 d'octubre de 1997   | Kitt Peak              | Spacewatch                                             |
| 192435 -      | 1997 UJ2               | 24 d'octubre de 1997   | Kitt Peak              | Spacewatch                                             |
| 192436 -      | 1997 UU6               | 23 d'octubre de 1997   | Kitt Peak              | Spacewatch                                             |
| 192437 -      | 1997 UA16              | 23 d'octubre de 1997   | Kitt Peak              | Spacewatch                                             |
| 192438 -      | 1997 UN27              | 26 d'octubre de 1997   | Cima Ekar              | Cima Ekar                                              |
| 192439 -      | 1997 VC                | 1 de novembre de 1997  | Kleť                   | Kleť                                                   |
| 192440 -      | 1997 VH7               | 2 de novembre de 1997  | Xinglong               | Beijing Schmidt CCD Asteroid Program                   |
| 192441 -      | 1997 WH1               | 19 de novembre de 1997 | Xinglong               | Beijing Schmidt CCD Asteroid Program                   |
| 192442 -      | 1997 WJ3               | 22 de novembre de 1997 | Kitt Peak              | Spacewatch                                             |
| 192443 -      | 1997 WY5               | 23 de novembre de 1997 | Kitt Peak              | Spacewatch                                             |
| 192444 -      | 1997 WY9               | 21 de novembre de 1997 | Kitt Peak              | Spacewatch                                             |
| 192445 -      | 1997 WG14              | 22 de novembre de 1997 | Kitt Peak              | Spacewatch                                             |
| 192446 -      | 1997 WA15              | 23 de novembre de 1997 | Kitt Peak              | Spacewatch                                             |
| 192447 -      | 1997 WR15              | 23 de novembre de 1997 | Kitt Peak              | Spacewatch                                             |
| 192448 -      | 1997 WY15              | 23 de novembre de 1997 | Kitt Peak              | Spacewatch                                             |
| 192449 -      | 1997 WG20              | 25 de novembre de 1997 | Kitt Peak              | Spacewatch                                             |
| 192450 -      | 1997 WY21              | 23 de novembre de 1997 | Xinglong               | Beijing Schmidt CCD Asteroid Program                   |
| 192451 -      | 1997 WQ42              | 29 de novembre de 1997 | Socorro                | LINEAR                                                 |
| 192452 -      | 1997 YQ2               | 21 de desembre de 1997 | Chichibu               | N. Sato                                                |
| 192453 -      | 1998 BV3               | 18 de gener de 1998    | Kitt Peak              | Spacewatch                                             |
| 192454 -      | 1998 BQ5               | 22 de gener de 1998    | Kitt Peak              | Spacewatch                                             |
| 192455 -      | 1998 BQ20              | 22 de gener de 1998    | Kitt Peak              | Spacewatch                                             |
| 192456 -      | 1998 BU23              | 26 de gener de 1998    | Kitt Peak              | Spacewatch                                             |
| 192457 -      | 1998 BM33              | 31 de gener de 1998    | Oizumi                 | T. Kobayashi                                           |
| 192458 -      | 1998 DG1               | 19 de febrer de 1998   | Kleť                   | Kleť                                                   |
| 192459 -      | 1998 DS6               | 17 de febrer de 1998   | Kitt Peak              | Spacewatch                                             |
| 192460 -      | 1998 DT16              | 22 de febrer de 1998   | Kitt Peak              | Spacewatch                                             |
| 192461 -      | 1998 DE19              | 24 de febrer de 1998   | Kitt Peak              | Spacewatch                                             |
| 192462 -      | 1998 EZ7               | 2 de març de 1998      | Xinglong               | Beijing Schmidt CCD Asteroid Program                   |
| 192463 -      | 1998 FU4               | 23 de març de 1998     | Kitt Peak              | Spacewatch                                             |
| 192464 -      | 1998 FJ8               | 20 de març de 1998     | Kitt Peak              | Spacewatch                                             |
| 192465 -      | 1998 FM14              | 26 de març de 1998     | Caussols               | ODAS                                                   |
| 192466 -      | 1998 FJ16              | 30 de març de 1998     | Kleť                   | Kleť                                                   |
| 192467 -      | 1998 FH28              | 20 de març de 1998     | Socorro                | LINEAR                                                 |
| 192468 -      | 1998 FH40              | 20 de març de 1998     | Socorro                | LINEAR                                                 |
| 192469 -      | 1998 FF48              | 20 de març de 1998     | Socorro                | LINEAR                                                 |
| 192470 -      | 1998 FV53              | 20 de març de 1998     | Socorro                | LINEAR                                                 |
| 192471 -      | 1998 FF59              | 20 de març de 1998     | Socorro                | LINEAR                                                 |
| 192472 -      | 1998 FO64              | 20 de març de 1998     | Socorro                | LINEAR                                                 |
| 192473 -      | 1998 FX71              | 20 de març de 1998     | Socorro                | LINEAR                                                 |
| 192474 -      | 1998 FM72              | 20 de març de 1998     | Socorro                | LINEAR                                                 |
| 192475 -      | 1998 FR122             | 20 de març de 1998     | Socorro                | LINEAR                                                 |
| 192476 -      | 1998 FN133             | 20 de març de 1998     | Socorro                | LINEAR                                                 |
| 192477 -      | 1998 FF134             | 20 de març de 1998     | Socorro                | LINEAR                                                 |
| 192478 -      | 1998 FM138             | 28 de març de 1998     | Socorro                | LINEAR                                                 |
| 192479 -      | 1998 FO138             | 28 de març de 1998     | Socorro                | LINEAR                                                 |
| 192480 -      | 1998 FZ138             | 28 de març de 1998     | Socorro                | LINEAR                                                 |
| 192481 -      | 1998 GQ2               | 2 d'abril de 1998      | Socorro                | LINEAR                                                 |
| 192482 -      | 1998 GS8               | 2 d'abril de 1998      | Socorro                | LINEAR                                                 |
| 192483 -      | 1998 HS2               | 20 d'abril de 1998     | Kitt Peak              | Spacewatch                                             |
| 192484 -      | 1998 HE4               | 19 d'abril de 1998     | Kitt Peak              | Spacewatch                                             |
| 192485 -      | 1998 HM5               | 22 d'abril de 1998     | Kitt Peak              | Spacewatch                                             |
| 192486 -      | 1998 HP7               | 23 d'abril de 1998     | Socorro                | LINEAR                                                 |
| 192487 -      | 1998 HG11              | 18 d'abril de 1998     | Kitt Peak              | Spacewatch                                             |
| 192488 -      | 1998 HK22              | 20 d'abril de 1998     | Socorro                | LINEAR                                                 |
| 192489 -      | 1998 HU22              | 20 d'abril de 1998     | Socorro                | LINEAR                                                 |
| 192490 -      | 1998 HU23              | 28 d'abril de 1998     | Kitt Peak              | Spacewatch                                             |
| 192491 -      | 1998 HU27              | 22 d'abril de 1998     | Kitt Peak              | Spacewatch                                             |
| 192492 -      | 1998 HA35              | 20 d'abril de 1998     | Socorro                | LINEAR                                                 |
| 192493 -      | 1998 HG42              | 24 d'abril de 1998     | Kitt Peak              | Spacewatch                                             |
| 192494 -      | 1998 HF62              | 21 d'abril de 1998     | Socorro                | LINEAR                                                 |
| 192495 -      | 1998 HJ64              | 21 d'abril de 1998     | Socorro                | LINEAR                                                 |
| 192496 -      | 1998 HS66              | 21 d'abril de 1998     | Socorro                | LINEAR                                                 |
| 192497 -      | 1998 HJ89              | 21 d'abril de 1998     | Socorro                | LINEAR                                                 |
| 192498 -      | 1998 KA7               | 22 de maig de 1998     | Anderson Mesa          | LONEOS                                                 |
| 192499 -      | 1998 KT10              | 22 de maig de 1998     | Kitt Peak              | Spacewatch                                             |
| 192500 -      | 1998 KT15              | 22 de maig de 1998     | Socorro                | LINEAR                                                 |
| 192501-192600 |                        |                        |                        |                                                        |
| 192501 -      | 1998 KD17              | 26 de maig de 1998     | Kitt Peak              | Spacewatch                                             |
| 192502 -      | 1998 KN26              | 26 de maig de 1998     | Kitt Peak              | Spacewatch                                             |
| 192503 -      | 1998 KO32              | 22 de maig de 1998     | Socorro                | LINEAR                                                 |
| 192504 -      | 1998 MC14              | 20 de juny de 1998     | Caussols               | ODAS                                                   |
| 192505 -      | 1998 MU14              | 20 de juny de 1998     | Kitt Peak              | Spacewatch                                             |
| 192506 -      | 1998 MS15              | 25 de juny de 1998     | Kitt Peak              | Spacewatch                                             |
| 192507 -      | 1998 MQ37              | 24 de juny de 1998     | Anderson Mesa          | LONEOS                                                 |
| 192508 -      | 1998 OP13              | 26 de juliol de 1998   | La Silla               | E. W. Elst                                             |
| 192509 -      | 1998 QL5               | 22 d'agost de 1998     | Xinglong               | Beijing Schmidt CCD Asteroid Program                   |
| 192510 -      | 1998 QX29              | 25 d'agost de 1998     | Xinglong               | Beijing Schmidt CCD Asteroid Program                   |
| 192511 -      | 1998 QR73              | 24 d'agost de 1998     | Socorro                | LINEAR                                                 |
| 192512 -      | 1998 QB76              | 24 d'agost de 1998     | Socorro                | LINEAR                                                 |
| 192513 -      | 1998 QZ103             | 26 d'agost de 1998     | La Silla               | E. W. Elst                                             |
| 192514 -      | 1998 RP12              | 14 de setembre de 1998 | Kitt Peak              | Spacewatch                                             |
| 192515 -      | 1998 RS15              | 1 de setembre de 1998  | Xinglong               | Beijing Schmidt CCD Asteroid Program                   |
| 192516 -      | 1998 RK16              | 10 de setembre de 1998 | Caussols               | ODAS                                                   |
| 192517 -      | 1998 RF20              | 14 de setembre de 1998 | Socorro                | LINEAR                                                 |
| 192518 -      | 1998 RW29              | 14 de setembre de 1998 | Socorro                | LINEAR                                                 |
| 192519 -      | 1998 RE48              | 14 de setembre de 1998 | Socorro                | LINEAR                                                 |
| 192520 -      | 1998 RS63              | 14 de setembre de 1998 | Socorro                | LINEAR                                                 |
| 192521 -      | 1998 RK67              | 14 de setembre de 1998 | Socorro                | LINEAR                                                 |
| 192522 -      | 1998 RJ76              | 14 de setembre de 1998 | Socorro                | LINEAR                                                 |
| 192523 -      | 1998 RT80              | 13 de setembre de 1998 | Kitt Peak              | Spacewatch                                             |
| 192524 -      | 1998 RY80              | 15 de setembre de 1998 | Anderson Mesa          | LONEOS                                                 |
| 192525 -      | 1998 SM12              | 21 de setembre de 1998 | Višnjan Observatory    | Višnjan Observatory                                    |
| 192526 -      | 1998 SP15              | 16 de setembre de 1998 | Kitt Peak              | Spacewatch                                             |
| 192527 -      | 1998 ST17              | 17 de setembre de 1998 | Kitt Peak              | Spacewatch                                             |
| 192528 -      | 1998 SG41              | 25 de setembre de 1998 | Kitt Peak              | Spacewatch                                             |
| 192529 -      | 1998 SU48              | 27 de setembre de 1998 | Kitt Peak              | Spacewatch                                             |
| 192530 -      | 1998 SE52              | 28 de setembre de 1998 | Kitt Peak              | Spacewatch                                             |
| 192531 -      | 1998 SC62              | 18 de setembre de 1998 | Anderson Mesa          | LONEOS                                                 |
| 192532 -      | 1998 SZ63              | 20 de setembre de 1998 | La Silla               | E. W. Elst                                             |
| 192533 -      | 1998 SB70              | 21 de setembre de 1998 | Socorro                | LINEAR                                                 |
| 192534 -      | 1998 SN80              | 26 de setembre de 1998 | Socorro                | LINEAR                                                 |
| 192535 -      | 1998 SW85              | 26 de setembre de 1998 | Socorro                | LINEAR                                                 |
| 192536 -      | 1998 SF88              | 26 de setembre de 1998 | Socorro                | LINEAR                                                 |
| 192537 -      | 1998 SL89              | 26 de setembre de 1998 | Socorro                | LINEAR                                                 |
| 192538 -      | 1998 SE97              | 26 de setembre de 1998 | Socorro                | LINEAR                                                 |
| 192539 -      | 1998 SC119             | 26 de setembre de 1998 | Socorro                | LINEAR                                                 |
| 192540 -      | 1998 SN120             | 26 de setembre de 1998 | Socorro                | LINEAR                                                 |
| 192541 -      | 1998 SY124             | 26 de setembre de 1998 | Socorro                | LINEAR                                                 |
| 192542 -      | 1998 SO144             | 20 de setembre de 1998 | La Silla               | E. W. Elst                                             |
| 192543 -      | 1998 SD146             | 20 de setembre de 1998 | La Silla               | E. W. Elst                                             |
| 192544 -      | 1998 SM157             | 26 de setembre de 1998 | Socorro                | LINEAR                                                 |
| 192545 -      | 1998 SS160             | 26 de setembre de 1998 | Socorro                | LINEAR                                                 |
| 192546 -      | 1998 TE1               | 12 d'octubre de 1998   | Kitt Peak              | Spacewatch                                             |
| 192547 -      | 1998 TW6               | 1 d'octubre de 1998    | Kitt Peak              | Spacewatch                                             |
| 192548 -      | 1998 TE7               | 14 d'octubre de 1998   | Caussols               | ODAS                                                   |
| 192549 -      | 1998 TJ14              | 14 d'octubre de 1998   | Kitt Peak              | Spacewatch                                             |
| 192550 -      | 1998 TC20              | 13 d'octubre de 1998   | Kitt Peak              | Spacewatch                                             |
| 192551 -      | 1998 TY24              | 14 d'octubre de 1998   | Kitt Peak              | Spacewatch                                             |
| 192552 -      | 1998 TP26              | 14 d'octubre de 1998   | Kitt Peak              | Spacewatch                                             |
| 192553 -      | 1998 TH27              | 15 d'octubre de 1998   | Kitt Peak              | Spacewatch                                             |
| 192554 -      | 1998 TU27              | 15 d'octubre de 1998   | Kitt Peak              | Spacewatch                                             |
| 192555 -      | 1998 TV27              | 15 d'octubre de 1998   | Kitt Peak              | Spacewatch                                             |
| 192556 -      | 1998 UP5               | 22 d'octubre de 1998   | Caussols               | ODAS                                                   |
| 192557 -      | 1998 UE13              | 18 d'octubre de 1998   | Kitt Peak              | Spacewatch                                             |
| 192558 -      | 1998 UM44              | 17 d'octubre de 1998   | Xinglong               | Beijing Schmidt CCD Asteroid Program                   |
| 192559 -      | 1998 VO                | 10 de novembre de 1998 | Socorro                | LINEAR                                                 |
| 192560 -      | 1998 VT                | 11 de novembre de 1998 | Anderson Mesa          | LONEOS                                                 |
| 192561 -      | 1998 VA9               | 10 de novembre de 1998 | Socorro                | LINEAR                                                 |
| 192562 -      | 1998 VP17              | 10 de novembre de 1998 | Socorro                | LINEAR                                                 |
| 192563 -      | 1998 WZ6               | 23 de novembre de 1998 | Oizumi                 | T. Kobayashi                                           |
| 192564 -      | 1998 WL22              | 18 de novembre de 1998 | Socorro                | LINEAR                                                 |
| 192565 -      | 1998 WS34              | 17 de novembre de 1998 | Kitt Peak              | Spacewatch                                             |
| 192566 -      | 1998 WA35              | 18 de novembre de 1998 | Kitt Peak              | Spacewatch                                             |
| 192567 -      | 1998 WD35              | 18 de novembre de 1998 | Kitt Peak              | Spacewatch                                             |
| 192568 -      | 1998 WZ35              | 19 de novembre de 1998 | Kitt Peak              | Spacewatch                                             |
| 192569 -      | 1998 WB36              | 19 de novembre de 1998 | Kitt Peak              | Spacewatch                                             |
| 192570 -      | 1998 WS36              | 19 de novembre de 1998 | Kitt Peak              | Spacewatch                                             |
| 192571 -      | 1998 WR38              | 21 de novembre de 1998 | Kitt Peak              | Spacewatch                                             |
| 192572 -      | 1998 WS40              | 23 de novembre de 1998 | Kitt Peak              | Spacewatch                                             |
| 192573 -      | 1998 XL                | 6 de desembre de 1998  | San Marcello           | L. Tesi, A. Boattini                                   |
| 192574 -      | 1998 XQ6               | 8 de desembre de 1998  | Kitt Peak              | Spacewatch                                             |
| 192575 -      | 1998 XM20              | 10 de desembre de 1998 | Kitt Peak              | Spacewatch                                             |
| 192576 -      | 1998 XB22              | 10 de desembre de 1998 | Kitt Peak              | Spacewatch                                             |
| 192577 -      | 1998 XT25              | 14 de desembre de 1998 | Kitt Peak              | Spacewatch                                             |
| 192578 -      | 1998 XU61              | 15 de desembre de 1998 | Kitt Peak              | Spacewatch                                             |
| 192579 -      | 1998 XN62              | 11 de desembre de 1998 | Socorro                | LINEAR                                                 |
| 192580 -      | 1998 XB98              | 10 de desembre de 1998 | Kitt Peak              | Spacewatch                                             |
| 192581 -      | 1998 YH16              | 22 de desembre de 1998 | Kitt Peak              | Spacewatch                                             |
| 192582 -      | 1998 YF18              | 25 de desembre de 1998 | Kitt Peak              | Spacewatch                                             |
| 192583 -      | 1999 AY9               | 13 de gener de 1999    | Xinglong               | Beijing Schmidt CCD Asteroid Program                   |
| 192584 -      | 1999 AY14              | 8 de gener de 1999     | Kitt Peak              | Spacewatch                                             |
| 192585 -      | 1999 AX22              | 15 de gener de 1999    | Catalina               | CSS                                                    |
| 192586 -      | 1999 AV29              | 13 de gener de 1999    | Kitt Peak              | Spacewatch                                             |
| 192587 -      | 1999 AA31              | 14 de gener de 1999    | Kitt Peak              | Spacewatch                                             |
| 192588 -      | 1999 BH1               | 18 de gener de 1999    | Kleť                   | Kleť                                                   |
| 192589 -      | 1999 BM11              | 20 de gener de 1999    | Caussols               | ODAS                                                   |
| 192590 -      | 1999 BW11              | 21 de gener de 1999    | Caussols               | ODAS                                                   |
| 192591 -      | 1999 CE8               | 13 de febrer de 1999   | Eskridge               | G. Hug, G. Bell                                        |
| 192592 -      | 1999 CB11              | 12 de febrer de 1999   | Socorro                | LINEAR                                                 |
| 192593 -      | 1999 CJ26              | 10 de febrer de 1999   | Socorro                | LINEAR                                                 |
| 192594 -      | 1999 CO37              | 10 de febrer de 1999   | Socorro                | LINEAR                                                 |
| 192595 -      | 1999 CS47              | 10 de febrer de 1999   | Socorro                | LINEAR                                                 |
| 192596 -      | 1999 CU87              | 10 de febrer de 1999   | Socorro                | LINEAR                                                 |
| 192597 -      | 1999 CW95              | 10 de febrer de 1999   | Socorro                | LINEAR                                                 |
| 192598 -      | 1999 CV126             | 11 de febrer de 1999   | Socorro                | LINEAR                                                 |
| 192599 -      | 1999 CT137             | 9 de febrer de 1999    | Kitt Peak              | Spacewatch                                             |
| 192600 -      | 1999 CE147             | 9 de febrer de 1999    | Kitt Peak              | Spacewatch                                             |
| 192601-192700 |                        |                        |                        |                                                        |
| 192601 -      | 1999 CK159             | 9 de febrer de 1999    | Kitt Peak              | Spacewatch                                             |
| 192602 -      | 1999 EQ2               | 10 de març de 1999     | Kitt Peak              | Spacewatch                                             |
| 192603 -      | 1999 EA9               | 15 de març de 1999     | Kitt Peak              | Spacewatch                                             |
| 192604 -      | 1999 EO13              | 10 de març de 1999     | Kitt Peak              | Spacewatch                                             |
| 192605 -      | 1999 FE12              | 18 de març de 1999     | Kitt Peak              | Spacewatch                                             |
| 192606 -      | 1999 FE42              | 20 de març de 1999     | Socorro                | LINEAR                                                 |
| 192607 -      | 1999 FB60              | 19 de març de 1999     | Kitt Peak              | Spacewatch                                             |
| 192608 -      | 1999 FH60              | 19 de març de 1999     | Caussols               | ODAS                                                   |
| 192609 -      | 1999 GY3               | 12 d'abril de 1999     | Cocoa                  | I. P. Griffin                                          |
| 192610 -      | 1999 GH10              | 11 d'abril de 1999     | Kitt Peak              | Spacewatch                                             |
| 192611 -      | 1999 GX26              | 7 d'abril de 1999      | Socorro                | LINEAR                                                 |
| 192612 -      | 1999 GT39              | 12 d'abril de 1999     | Socorro                | LINEAR                                                 |
| 192613 -      | 1999 GL46              | 12 d'abril de 1999     | Socorro                | LINEAR                                                 |
| 192614 -      | 1999 GY54              | 6 d'abril de 1999      | Kitt Peak              | Spacewatch                                             |
| 192615 -      | 1999 GP56              | 9 d'abril de 1999      | Kitt Peak              | Spacewatch                                             |
| 192616 -      | 1999 GF58              | 7 d'abril de 1999      | Socorro                | LINEAR                                                 |
| 192617 -      | 1999 HX9               | 17 d'abril de 1999     | Socorro                | LINEAR                                                 |
| 192618 -      | 1999 JP4               | 10 de maig de 1999     | Socorro                | LINEAR                                                 |
| 192619 -      | 1999 JQ4               | 10 de maig de 1999     | Socorro                | LINEAR                                                 |
| 192620 -      | 1999 JV5               | 12 de maig de 1999     | Socorro                | LINEAR                                                 |
| 192621 -      | 1999 JN11              | 10 de maig de 1999     | Socorro                | LINEAR                                                 |
| 192622 -      | 1999 JW26              | 10 de maig de 1999     | Socorro                | LINEAR                                                 |
| 192623 -      | 1999 JR36              | 10 de maig de 1999     | Socorro                | LINEAR                                                 |
| 192624 -      | 1999 JJ44              | 10 de maig de 1999     | Socorro                | LINEAR                                                 |
| 192625 -      | 1999 JS101             | 13 de maig de 1999     | Socorro                | LINEAR                                                 |
| 192626 -      | 1999 JR133             | 14 de maig de 1999     | Catalina               | CSS                                                    |
| 192627 -      | 1999 KS                | 16 de maig de 1999     | Catalina               | CSS                                                    |
| 192628 -      | 1999 KK3               | 17 de maig de 1999     | Kitt Peak              | Spacewatch                                             |
| 192629 -      | 1999 KM11              | 18 de maig de 1999     | Socorro                | LINEAR                                                 |
| 192630 -      | 1999 LL                | 5 de juny de 1999      | Woomera                | F. B. Zoltowski                                        |
| 192631 -      | 1999 LG29              | 9 de juny de 1999      | Kitt Peak              | Spacewatch                                             |
| 192632 -      | 1999 NL53              | 12 de juliol de 1999   | Socorro                | LINEAR                                                 |
| 192633 -      | 1999 NT56              | 12 de juliol de 1999   | Socorro                | LINEAR                                                 |
| 192634 -      | 1999 NF60              | 13 de juliol de 1999   | Socorro                | LINEAR                                                 |
| 192635 -      | 1999 QT                | 17 d'agost de 1999     | Kitt Peak              | Spacewatch                                             |
| 192636 -      | 1999 QL2               | 31 d'agost de 1999     | Ondřejov               | L. Šarounová                                           |
| 192637 -      | 1999 RD6               | 3 de setembre de 1999  | Kitt Peak              | Spacewatch                                             |
| 192638 -      | 1999 RC10              | 7 de setembre de 1999  | Socorro                | LINEAR                                                 |
| 192639 -      | 1999 RR20              | 7 de setembre de 1999  | Socorro                | LINEAR                                                 |
| 192640 -      | 1999 RY20              | 7 de setembre de 1999  | Socorro                | LINEAR                                                 |
| 192641 -      | 1999 RG23              | 7 de setembre de 1999  | Socorro                | LINEAR                                                 |
| 192642 -      | 1999 RD32              | 8 de setembre de 1999  | Socorro                | LINEAR                                                 |
| 192643 -      | 1999 RG39              | 6 de setembre de 1999  | Catalina               | CSS                                                    |
| 192644 -      | 1999 RS39              | 7 de setembre de 1999  | Catalina               | CSS                                                    |
| 192645 -      | 1999 RJ47              | 7 de setembre de 1999  | Socorro                | LINEAR                                                 |
| 192646 -      | 1999 RZ67              | 7 de setembre de 1999  | Socorro                | LINEAR                                                 |
| 192647 -      | 1999 RU71              | 7 de setembre de 1999  | Socorro                | LINEAR                                                 |
| 192648 -      | 1999 RO76              | 7 de setembre de 1999  | Socorro                | LINEAR                                                 |
| 192649 -      | 1999 RV78              | 7 de setembre de 1999  | Socorro                | LINEAR                                                 |
| 192650 -      | 1999 RF80              | 7 de setembre de 1999  | Socorro                | LINEAR                                                 |
| 192651 -      | 1999 RS80              | 7 de setembre de 1999  | Socorro                | LINEAR                                                 |
| 192652 -      | 1999 RM81              | 7 de setembre de 1999  | Socorro                | LINEAR                                                 |
| 192653 -      | 1999 RD103             | 8 de setembre de 1999  | Socorro                | LINEAR                                                 |
| 192654 -      | 1999 RZ106             | 8 de setembre de 1999  | Socorro                | LINEAR                                                 |
| 192655 -      | 1999 RQ107             | 8 de setembre de 1999  | Socorro                | LINEAR                                                 |
| 192656 -      | 1999 RF121             | 9 de setembre de 1999  | Socorro                | LINEAR                                                 |
| 192657 -      | 1999 RD125             | 9 de setembre de 1999  | Socorro                | LINEAR                                                 |
| 192658 -      | 1999 RU130             | 9 de setembre de 1999  | Socorro                | LINEAR                                                 |
| 192659 -      | 1999 RJ134             | 9 de setembre de 1999  | Socorro                | LINEAR                                                 |
| 192660 -      | 1999 RD150             | 9 de setembre de 1999  | Socorro                | LINEAR                                                 |
| 192661 -      | 1999 RU155             | 9 de setembre de 1999  | Socorro                | LINEAR                                                 |
| 192662 -      | 1999 RK161             | 9 de setembre de 1999  | Socorro                | LINEAR                                                 |
| 192663 -      | 1999 RS169             | 9 de setembre de 1999  | Socorro                | LINEAR                                                 |
| 192664 -      | 1999 RK179             | 9 de setembre de 1999  | Socorro                | LINEAR                                                 |
| 192665 -      | 1999 RS181             | 14 de setembre de 1999 | Kitt Peak              | Spacewatch                                             |
| 192666 -      | 1999 RC189             | 9 de setembre de 1999  | Socorro                | LINEAR                                                 |
| 192667 -      | 1999 RC199             | 10 de setembre de 1999 | Socorro                | LINEAR                                                 |
| 192668 -      | 1999 RQ199             | 8 de setembre de 1999  | Socorro                | LINEAR                                                 |
| 192669 -      | 1999 RD203             | 8 de setembre de 1999  | Socorro                | LINEAR                                                 |
| 192670 -      | 1999 RR206             | 8 de setembre de 1999  | Socorro                | LINEAR                                                 |
| 192671 -      | 1999 RF213             | 11 de setembre de 1999 | Socorro                | LINEAR                                                 |
| 192672 -      | 1999 RW219             | 4 de setembre de 1999  | Catalina               | CSS                                                    |
| 192673 -      | 1999 RD222             | 7 de setembre de 1999  | Catalina               | CSS                                                    |
| 192674 -      | 1999 RB224             | 7 de setembre de 1999  | Catalina               | CSS                                                    |
| 192675 -      | 1999 RG226             | 4 de setembre de 1999  | Catalina               | CSS                                                    |
| 192676 -      | 1999 RK239             | 8 de setembre de 1999  | Catalina               | CSS                                                    |
| 192677 -      | 1999 RR252             | 8 de setembre de 1999  | Socorro                | LINEAR                                                 |
| 192678 -      | 1999 SM10              | 30 de setembre de 1999 | Socorro                | LINEAR                                                 |
| 192679 -      | 1999 SO12              | 30 de setembre de 1999 | Socorro                | LINEAR                                                 |
| 192680 -      | 1999 SE17              | 30 de setembre de 1999 | Catalina               | CSS                                                    |
| 192681 -      | 1999 SJ21              | 30 de setembre de 1999 | Kitt Peak              | Spacewatch                                             |
| 192682 -      | 1999 SF26              | 30 de setembre de 1999 | Kitt Peak              | Spacewatch                                             |
| 192683 -      | 1999 SO27              | 29 de setembre de 1999 | Anderson Mesa          | LONEOS                                                 |
| 192684 -      | 1999 TW6               | 6 d'octubre de 1999    | Višnjan Observatory    | K. Korlević, M. Jurić                                  |
| 192685 -      | 1999 TA8               | 7 d'octubre de 1999    | Črni Vrh               | Črni Vrh                                               |
| 192686 -      | 1999 TU17              | 15 d'octubre de 1999   | Bornheim               | N. Ehring                                              |
| 192687 -      | 1999 TC21              | 7 d'octubre de 1999    | Goodricke-Pigott       | R. A. Tucker                                           |
| 192688 -      | 1999 TQ22              | 3 d'octubre de 1999    | Kitt Peak              | Spacewatch                                             |
| 192689 -      | 1999 TF25              | 3 d'octubre de 1999    | Socorro                | LINEAR                                                 |
| 192690 -      | 1999 TO35              | 4 d'octubre de 1999    | Socorro                | LINEAR                                                 |
| 192691 -      | 1999 TY39              | 3 d'octubre de 1999    | Catalina               | CSS                                                    |
| 192692 -      | 1999 TH41              | 2 d'octubre de 1999    | Kitt Peak              | Spacewatch                                             |
| 192693 -      | 1999 TH42              | 3 d'octubre de 1999    | Kitt Peak              | Spacewatch                                             |
| 192694 -      | 1999 TM44              | 3 d'octubre de 1999    | Kitt Peak              | Spacewatch                                             |
| 192695 -      | 1999 TB48              | 4 d'octubre de 1999    | Kitt Peak              | Spacewatch                                             |
| 192696 -      | 1999 TO54              | 6 d'octubre de 1999    | Kitt Peak              | Spacewatch                                             |
| 192697 -      | 1999 TB60              | 7 d'octubre de 1999    | Kitt Peak              | Spacewatch                                             |
| 192698 -      | 1999 TF60              | 7 d'octubre de 1999    | Kitt Peak              | Spacewatch                                             |
| 192699 -      | 1999 TL60              | 7 d'octubre de 1999    | Kitt Peak              | Spacewatch                                             |
| 192700 -      | 1999 TJ61              | 7 d'octubre de 1999    | Kitt Peak              | Spacewatch                                             |
| 192701-192800 |                        |                        |                        |                                                        |
| 192701 -      | 1999 TB63              | 7 d'octubre de 1999    | Kitt Peak              | Spacewatch                                             |
| 192702 -      | 1999 TR67              | 8 d'octubre de 1999    | Kitt Peak              | Spacewatch                                             |
| 192703 -      | 1999 TD77              | 10 d'octubre de 1999   | Kitt Peak              | Spacewatch                                             |
| 192704 -      | 1999 TQ78              | 11 d'octubre de 1999   | Kitt Peak              | Spacewatch                                             |
| 192705 -      | 1999 TN81              | 12 d'octubre de 1999   | Kitt Peak              | Spacewatch                                             |
| 192706 -      | 1999 TX90              | 2 d'octubre de 1999    | Socorro                | LINEAR                                                 |
| 192707 -      | 1999 TM94              | 2 d'octubre de 1999    | Socorro                | LINEAR                                                 |
| 192708 -      | 1999 TW102             | 2 d'octubre de 1999    | Socorro                | LINEAR                                                 |
| 192709 -      | 1999 TM105             | 3 d'octubre de 1999    | Socorro                | LINEAR                                                 |
| 192710 -      | 1999 TF107             | 4 d'octubre de 1999    | Socorro                | LINEAR                                                 |
| 192711 -      | 1999 TJ107             | 4 d'octubre de 1999    | Socorro                | LINEAR                                                 |
| 192712 -      | 1999 TC112             | 4 d'octubre de 1999    | Socorro                | LINEAR                                                 |
| 192713 -      | 1999 TB124             | 4 d'octubre de 1999    | Socorro                | LINEAR                                                 |
| 192714 -      | 1999 TN125             | 4 d'octubre de 1999    | Socorro                | LINEAR                                                 |
| 192715 -      | 1999 TP127             | 4 d'octubre de 1999    | Socorro                | LINEAR                                                 |
| 192716 -      | 1999 TL130             | 6 d'octubre de 1999    | Socorro                | LINEAR                                                 |
| 192717 -      | 1999 TJ133             | 6 d'octubre de 1999    | Socorro                | LINEAR                                                 |
| 192718 -      | 1999 TM138             | 6 d'octubre de 1999    | Socorro                | LINEAR                                                 |
| 192719 -      | 1999 TT138             | 6 d'octubre de 1999    | Socorro                | LINEAR                                                 |
| 192720 -      | 1999 TA140             | 6 d'octubre de 1999    | Socorro                | LINEAR                                                 |
| 192721 -      | 1999 TH145             | 7 d'octubre de 1999    | Socorro                | LINEAR                                                 |
| 192722 -      | 1999 TW145             | 7 d'octubre de 1999    | Socorro                | LINEAR                                                 |
| 192723 -      | 1999 TS149             | 7 d'octubre de 1999    | Socorro                | LINEAR                                                 |
| 192724 -      | 1999 TF157             | 9 d'octubre de 1999    | Socorro                | LINEAR                                                 |
| 192725 -      | 1999 TZ159             | 9 d'octubre de 1999    | Socorro                | LINEAR                                                 |
| 192726 -      | 1999 TJ161             | 9 d'octubre de 1999    | Socorro                | LINEAR                                                 |
| 192727 -      | 1999 TS169             | 10 d'octubre de 1999   | Socorro                | LINEAR                                                 |
| 192728 -      | 1999 TU169             | 10 d'octubre de 1999   | Socorro                | LINEAR                                                 |
| 192729 -      | 1999 TR182             | 11 d'octubre de 1999   | Socorro                | LINEAR                                                 |
| 192730 -      | 1999 TR188             | 12 d'octubre de 1999   | Socorro                | LINEAR                                                 |
| 192731 -      | 1999 TG190             | 12 d'octubre de 1999   | Socorro                | LINEAR                                                 |
| 192732 -      | 1999 TF192             | 12 d'octubre de 1999   | Socorro                | LINEAR                                                 |
| 192733 -      | 1999 TV192             | 12 d'octubre de 1999   | Socorro                | LINEAR                                                 |
| 192734 -      | 1999 TD193             | 12 d'octubre de 1999   | Socorro                | LINEAR                                                 |
| 192735 -      | 1999 TK193             | 12 d'octubre de 1999   | Socorro                | LINEAR                                                 |
| 192736 -      | 1999 TQ201             | 13 d'octubre de 1999   | Socorro                | LINEAR                                                 |
| 192737 -      | 1999 TR205             | 13 d'octubre de 1999   | Socorro                | LINEAR                                                 |
| 192738 -      | 1999 TU212             | 15 d'octubre de 1999   | Socorro                | LINEAR                                                 |
| 192739 -      | 1999 TZ213             | 15 d'octubre de 1999   | Socorro                | LINEAR                                                 |
| 192740 -      | 1999 TF214             | 15 d'octubre de 1999   | Socorro                | LINEAR                                                 |
| 192741 -      | 1999 TX214             | 15 d'octubre de 1999   | Socorro                | LINEAR                                                 |
| 192742 -      | 1999 TL215             | 15 d'octubre de 1999   | Socorro                | LINEAR                                                 |
| 192743 -      | 1999 TG225             | 2 d'octubre de 1999    | Kitt Peak              | Spacewatch                                             |
| 192744 -      | 1999 TQ225             | 2 d'octubre de 1999    | Kitt Peak              | Spacewatch                                             |
| 192745 -      | 1999 TO226             | 3 d'octubre de 1999    | Kitt Peak              | Spacewatch                                             |
| 192746 -      | 1999 TT237             | 4 d'octubre de 1999    | Kitt Peak              | Spacewatch                                             |
| 192747 -      | 1999 TX242             | 4 d'octubre de 1999    | Kitt Peak              | Spacewatch                                             |
| 192748 -      | 1999 TX249             | 9 d'octubre de 1999    | Catalina               | CSS                                                    |
| 192749 -      | 1999 TN251             | 9 d'octubre de 1999    | Catalina               | CSS                                                    |
| 192750 -      | 1999 TB254             | 11 d'octubre de 1999   | Kitt Peak              | Spacewatch                                             |
| 192751 -      | 1999 TF255             | 9 d'octubre de 1999    | Kitt Peak              | Spacewatch                                             |
| 192752 -      | 1999 TH256             | 9 d'octubre de 1999    | Socorro                | LINEAR                                                 |
| 192753 -      | 1999 TD259             | 9 d'octubre de 1999    | Socorro                | LINEAR                                                 |
| 192754 -      | 1999 TU262             | 15 d'octubre de 1999   | Kitt Peak              | Spacewatch                                             |
| 192755 -      | 1999 TL265             | 3 d'octubre de 1999    | Socorro                | LINEAR                                                 |
| 192756 -      | 1999 TQ268             | 3 d'octubre de 1999    | Socorro                | LINEAR                                                 |
| 192757 -      | 1999 TH270             | 3 d'octubre de 1999    | Socorro                | LINEAR                                                 |
| 192758 -      | 1999 TU271             | 3 d'octubre de 1999    | Socorro                | LINEAR                                                 |
| 192759 -      | 1999 TK280             | 8 d'octubre de 1999    | Socorro                | LINEAR                                                 |
| 192760 -      | 1999 TH289             | 10 d'octubre de 1999   | Socorro                | LINEAR                                                 |
| 192761 -      | 1999 TR292             | 12 d'octubre de 1999   | Socorro                | LINEAR                                                 |
| 192762 -      | 1999 TR293             | 12 d'octubre de 1999   | Socorro                | LINEAR                                                 |
| 192763 -      | 1999 TW297             | 2 d'octubre de 1999    | Kitt Peak              | Spacewatch                                             |
| 192764 -      | 1999 TF302             | 3 d'octubre de 1999    | Catalina               | CSS                                                    |
| 192765 -      | 1999 TV313             | 9 d'octubre de 1999    | Socorro                | LINEAR                                                 |
| 192766 -      | 1999 TH315             | 9 d'octubre de 1999    | Socorro                | LINEAR                                                 |
| 192767 -      | 1999 TV319             | 9 d'octubre de 1999    | Kitt Peak              | Spacewatch                                             |
| 192768 -      | 1999 TB320             | 10 d'octubre de 1999   | Socorro                | LINEAR                                                 |
| 192769 -      | 1999 TF321             | 11 d'octubre de 1999   | Kitt Peak              | Spacewatch                                             |
| 192770 -      | 1999 TB322             | 8 d'octubre de 1999    | Anderson Mesa          | LONEOS                                                 |
| 192771 -      | 1999 UY6               | 29 d'octubre de 1999   | Kitt Peak              | Spacewatch                                             |
| 192772 -      | 1999 UH11              | 31 d'octubre de 1999   | Bergisch Gladbach      | W. Bickel                                              |
| 192773 -      | 1999 UB12              | 29 d'octubre de 1999   | Kitt Peak              | Spacewatch                                             |
| 192774 -      | 1999 UY12              | 29 d'octubre de 1999   | Catalina               | CSS                                                    |
| 192775 -      | 1999 UE16              | 29 d'octubre de 1999   | Catalina               | CSS                                                    |
| 192776 -      | 1999 UQ16              | 29 d'octubre de 1999   | Catalina               | CSS                                                    |
| 192777 -      | 1999 UU17              | 30 d'octubre de 1999   | Kitt Peak              | Spacewatch                                             |
| 192778 -      | 1999 UW19              | 31 d'octubre de 1999   | Kitt Peak              | Spacewatch                                             |
| 192779 -      | 1999 UO24              | 28 d'octubre de 1999   | Catalina               | CSS                                                    |
| 192780 -      | 1999 UY24              | 28 d'octubre de 1999   | Catalina               | CSS                                                    |
| 192781 -      | 1999 UG25              | 28 d'octubre de 1999   | Catalina               | CSS                                                    |
| 192782 -      | 1999 UU25              | 30 d'octubre de 1999   | Catalina               | CSS                                                    |
| 192783 -      | 1999 UV26              | 30 d'octubre de 1999   | Catalina               | CSS                                                    |
| 192784 -      | 1999 UH27              | 30 d'octubre de 1999   | Kitt Peak              | Spacewatch                                             |
| 192785 -      | 1999 UK30              | 31 d'octubre de 1999   | Kitt Peak              | Spacewatch                                             |
| 192786 -      | 1999 UW30              | 31 d'octubre de 1999   | Kitt Peak              | Spacewatch                                             |
| 192787 -      | 1999 UE34              | 31 d'octubre de 1999   | Kitt Peak              | Spacewatch                                             |
| 192788 -      | 1999 UH34              | 31 d'octubre de 1999   | Kitt Peak              | Spacewatch                                             |
| 192789 -      | 1999 UA35              | 31 d'octubre de 1999   | Kitt Peak              | Spacewatch                                             |
| 192790 -      | 1999 UC35              | 31 d'octubre de 1999   | Kitt Peak              | Spacewatch                                             |
| 192791 -      | 1999 UX41              | 19 d'octubre de 1999   | Kitt Peak              | Spacewatch                                             |
| 192792 -      | 1999 UT45              | 31 d'octubre de 1999   | Catalina               | CSS                                                    |
| 192793 -      | 1999 UT54              | 19 d'octubre de 1999   | Kitt Peak              | Spacewatch                                             |
| 192794 -      | 1999 UY54              | 19 d'octubre de 1999   | Kitt Peak              | Spacewatch                                             |
| 192795 -      | 1999 UX55              | 19 d'octubre de 1999   | Kitt Peak              | Spacewatch                                             |
| 192796 -      | 1999 UR56              | 28 d'octubre de 1999   | Catalina               | CSS                                                    |
| 192797 -      | 1999 US56              | 28 d'octubre de 1999   | Catalina               | CSS                                                    |
| 192798 -      | 1999 UV58              | 30 d'octubre de 1999   | Kitt Peak              | Spacewatch                                             |
| 192799 -      | 1999 VB1               | 4 de novembre de 1999  | Powell                 | Powell                                                 |
| 192800 -      | 1999 VZ3               | 1 de novembre de 1999  | Catalina               | CSS                                                    |
| 192801-192900 |                        |                        |                        |                                                        |
| 192801 -      | 1999 VG4               | 1 de novembre de 1999  | Catalina               | CSS                                                    |
| 192802 -      | 1999 VO16              | 2 de novembre de 1999  | Kitt Peak              | Spacewatch                                             |
| 192803 -      | 1999 VF21              | 10 de novembre de 1999 | Višnjan Observatory    | K. Korlević                                            |
| 192804 -      | 1999 VZ31              | 3 de novembre de 1999  | Socorro                | LINEAR                                                 |
| 192805 -      | 1999 VX44              | 4 de novembre de 1999  | Catalina               | CSS                                                    |
| 192806 -      | 1999 VR45              | 4 de novembre de 1999  | Catalina               | CSS                                                    |
| 192807 -      | 1999 VX56              | 4 de novembre de 1999  | Socorro                | LINEAR                                                 |
| 192808 -      | 1999 VO59              | 4 de novembre de 1999  | Socorro                | LINEAR                                                 |
| 192809 -      | 1999 VW61              | 4 de novembre de 1999  | Socorro                | LINEAR                                                 |
| 192810 -      | 1999 VL63              | 4 de novembre de 1999  | Socorro                | LINEAR                                                 |
| 192811 -      | 1999 VC68              | 4 de novembre de 1999  | Socorro                | LINEAR                                                 |
| 192812 -      | 1999 VO69              | 4 de novembre de 1999  | Socorro                | LINEAR                                                 |
| 192813 -      | 1999 VO70              | 4 de novembre de 1999  | Socorro                | LINEAR                                                 |
| 192814 -      | 1999 VG71              | 4 de novembre de 1999  | Socorro                | LINEAR                                                 |
| 192815 -      | 1999 VP76              | 5 de novembre de 1999  | Kitt Peak              | Spacewatch                                             |
| 192816 -      | 1999 VR76              | 5 de novembre de 1999  | Kitt Peak              | Spacewatch                                             |
| 192817 -      | 1999 VQ79              | 4 de novembre de 1999  | Socorro                | LINEAR                                                 |
| 192818 -      | 1999 VK81              | 4 de novembre de 1999  | Socorro                | LINEAR                                                 |
| 192819 -      | 1999 VK82              | 5 de novembre de 1999  | Socorro                | LINEAR                                                 |
| 192820 -      | 1999 VO82              | 5 de novembre de 1999  | Socorro                | LINEAR                                                 |
| 192821 -      | 1999 VU82              | 1 de novembre de 1999  | Kitt Peak              | Spacewatch                                             |
| 192822 -      | 1999 VP88              | 4 de novembre de 1999  | Socorro                | LINEAR                                                 |
| 192823 -      | 1999 VD89              | 4 de novembre de 1999  | Socorro                | LINEAR                                                 |
| 192824 -      | 1999 VD91              | 5 de novembre de 1999  | Socorro                | LINEAR                                                 |
| 192825 -      | 1999 VT91              | 7 de novembre de 1999  | Socorro                | LINEAR                                                 |
| 192826 -      | 1999 VO94              | 9 de novembre de 1999  | Socorro                | LINEAR                                                 |
| 192827 -      | 1999 VJ97              | 9 de novembre de 1999  | Socorro                | LINEAR                                                 |
| 192828 -      | 1999 VJ99              | 9 de novembre de 1999  | Socorro                | LINEAR                                                 |
| 192829 -      | 1999 VL100             | 9 de novembre de 1999  | Socorro                | LINEAR                                                 |
| 192830 -      | 1999 VU101             | 9 de novembre de 1999  | Socorro                | LINEAR                                                 |
| 192831 -      | 1999 VY101             | 9 de novembre de 1999  | Socorro                | LINEAR                                                 |
| 192832 -      | 1999 VF102             | 9 de novembre de 1999  | Socorro                | LINEAR                                                 |
| 192833 -      | 1999 VP107             | 9 de novembre de 1999  | Socorro                | LINEAR                                                 |
| 192834 -      | 1999 VZ117             | 9 de novembre de 1999  | Kitt Peak              | Spacewatch                                             |
| 192835 -      | 1999 VB118             | 9 de novembre de 1999  | Kitt Peak              | Spacewatch                                             |
| 192836 -      | 1999 VC121             | 4 de novembre de 1999  | Kitt Peak              | Spacewatch                                             |
| 192837 -      | 1999 VL125             | 6 de novembre de 1999  | Kitt Peak              | Spacewatch                                             |
| 192838 -      | 1999 VQ130             | 9 de novembre de 1999  | Kitt Peak              | Spacewatch                                             |
| 192839 -      | 1999 VK132             | 9 de novembre de 1999  | Kitt Peak              | Spacewatch                                             |
| 192840 -      | 1999 VN137             | 12 de novembre de 1999 | Socorro                | LINEAR                                                 |
| 192841 -      | 1999 VV138             | 9 de novembre de 1999  | Kitt Peak              | Spacewatch                                             |
| 192842 -      | 1999 VC143             | 13 de novembre de 1999 | Kitt Peak              | Spacewatch                                             |
| 192843 -      | 1999 VM148             | 14 de novembre de 1999 | Socorro                | LINEAR                                                 |
| 192844 -      | 1999 VD152             | 9 de novembre de 1999  | Kitt Peak              | Spacewatch                                             |
| 192845 -      | 1999 VX154             | 13 de novembre de 1999 | Kitt Peak              | Spacewatch                                             |
| 192846 -      | 1999 VK155             | 15 de novembre de 1999 | Kitt Peak              | Spacewatch                                             |
| 192847 -      | 1999 VK156             | 12 de novembre de 1999 | Socorro                | LINEAR                                                 |
| 192848 -      | 1999 VD157             | 12 de novembre de 1999 | Socorro                | LINEAR                                                 |
| 192849 -      | 1999 VS161             | 14 de novembre de 1999 | Socorro                | LINEAR                                                 |
| 192850 -      | 1999 VH166             | 14 de novembre de 1999 | Socorro                | LINEAR                                                 |
| 192851 -      | 1999 VL175             | 10 de novembre de 1999 | Kitt Peak              | Spacewatch                                             |
| 192852 -      | 1999 VD176             | 2 de novembre de 1999  | Catalina               | CSS                                                    |
| 192853 -      | 1999 VU176             | 5 de novembre de 1999  | Socorro                | LINEAR                                                 |
| 192854 -      | 1999 VA178             | 6 de novembre de 1999  | Socorro                | LINEAR                                                 |
| 192855 -      | 1999 VT187             | 15 de novembre de 1999 | Socorro                | LINEAR                                                 |
| 192856 -      | 1999 VG190             | 15 de novembre de 1999 | Socorro                | LINEAR                                                 |
| 192857 -      | 1999 VX198             | 3 de novembre de 1999  | Catalina               | CSS                                                    |
| 192858 -      | 1999 VT201             | 3 de novembre de 1999  | Socorro                | LINEAR                                                 |
| 192859 -      | 1999 VB213             | 12 de novembre de 1999 | Socorro                | LINEAR                                                 |
| 192860 -      | 1999 VS219             | 5 de novembre de 1999  | Kitt Peak              | Spacewatch                                             |
| 192861 -      | 1999 VO220             | 3 de novembre de 1999  | Socorro                | LINEAR                                                 |
| 192862 -      | 1999 VE223             | 5 de novembre de 1999  | Socorro                | LINEAR                                                 |
| 192863 -      | 1999 WR5               | 29 de novembre de 1999 | Kitt Peak              | Spacewatch                                             |
| 192864 -      | 1999 WP9               | 30 de novembre de 1999 | Chiyoda                | T. Kojima                                              |
| 192865 -      | 1999 WL15              | 29 de novembre de 1999 | Kitt Peak              | Spacewatch                                             |
| 192866 -      | 1999 WS16              | 30 de novembre de 1999 | Kitt Peak              | Spacewatch                                             |
| 192867 -      | 1999 WS18              | 30 de novembre de 1999 | Kitt Peak              | Spacewatch                                             |
| 192868 -      | 1999 WZ18              | 30 de novembre de 1999 | Kitt Peak              | Spacewatch                                             |
| 192869 -      | 1999 XB14              | 5 de desembre de 1999  | Socorro                | LINEAR                                                 |
| 192870 -      | 1999 XE19              | 3 de desembre de 1999  | Socorro                | LINEAR                                                 |
| 192871 -      | 1999 XV20              | 5 de desembre de 1999  | Socorro                | LINEAR                                                 |
| 192872 -      | 1999 XK25              | 6 de desembre de 1999  | Socorro                | LINEAR                                                 |
| 192873 -      | 1999 XJ27              | 6 de desembre de 1999  | Socorro                | LINEAR                                                 |
| 192874 -      | 1999 XN30              | 6 de desembre de 1999  | Socorro                | LINEAR                                                 |
| 192875 -      | 1999 XF39              | 6 de desembre de 1999  | Socorro                | LINEAR                                                 |
| 192876 -      | 1999 XE43              | 7 de desembre de 1999  | Socorro                | LINEAR                                                 |
| 192877 -      | 1999 XP46              | 7 de desembre de 1999  | Socorro                | LINEAR                                                 |
| 192878 -      | 1999 XD47              | 7 de desembre de 1999  | Socorro                | LINEAR                                                 |
| 192879 -      | 1999 XX52              | 7 de desembre de 1999  | Socorro                | LINEAR                                                 |
| 192880 -      | 1999 XP59              | 7 de desembre de 1999  | Socorro                | LINEAR                                                 |
| 192881 -      | 1999 XR59              | 7 de desembre de 1999  | Socorro                | LINEAR                                                 |
| 192882 -      | 1999 XT61              | 7 de desembre de 1999  | Socorro                | LINEAR                                                 |
| 192883 -      | 1999 XT67              | 7 de desembre de 1999  | Socorro                | LINEAR                                                 |
| 192884 -      | 1999 XJ75              | 7 de desembre de 1999  | Socorro                | LINEAR                                                 |
| 192885 -      | 1999 XA94              | 7 de desembre de 1999  | Socorro                | LINEAR                                                 |
| 192886 -      | 1999 XR100             | 7 de desembre de 1999  | Socorro                | LINEAR                                                 |
| 192887 -      | 1999 XZ103             | 3 de desembre de 1999  | Nachi-Katsuura         | Y. Shimizu, T. Urata                                   |
| 192888 -      | 1999 XB113             | 11 de desembre de 1999 | Socorro                | LINEAR                                                 |
| 192889 -      | 1999 XA115             | 11 de desembre de 1999 | Socorro                | LINEAR                                                 |
| 192890 -      | 1999 XP115             | 5 de desembre de 1999  | Catalina               | CSS                                                    |
| 192891 -      | 1999 XK117             | 5 de desembre de 1999  | Catalina               | CSS                                                    |
| 192892 -      | 1999 XZ118             | 5 de desembre de 1999  | Catalina               | CSS                                                    |
| 192893 -      | 1999 XM122             | 7 de desembre de 1999  | Catalina               | CSS                                                    |
| 192894 -      | 1999 XU130             | 12 de desembre de 1999 | Socorro                | LINEAR                                                 |
| 192895 -      | 1999 XS134             | 5 de desembre de 1999  | Socorro                | LINEAR                                                 |
| 192896 -      | 1999 XW137             | 2 de desembre de 1999  | Kitt Peak              | Spacewatch                                             |
| 192897 -      | 1999 XH142             | 12 de desembre de 1999 | Socorro                | LINEAR                                                 |
| 192898 -      | 1999 XB145             | 7 de desembre de 1999  | Kitt Peak              | Spacewatch                                             |
| 192899 -      | 1999 XE146             | 7 de desembre de 1999  | Kitt Peak              | Spacewatch                                             |
| 192900 -      | 1999 XN151             | 7 de desembre de 1999  | Kitt Peak              | Spacewatch                                             |
| 192901-193000 |                        |                        |                        |                                                        |
| 192901 -      | 1999 XR151             | 7 de desembre de 1999  | Kitt Peak              | Spacewatch                                             |
| 192902 -      | 1999 XC156             | 8 de desembre de 1999  | Socorro                | LINEAR                                                 |
| 192903 -      | 1999 XX177             | 10 de desembre de 1999 | Socorro                | LINEAR                                                 |
| 192904 -      | 1999 XG185             | 12 de desembre de 1999 | Socorro                | LINEAR                                                 |
| 192905 -      | 1999 XU210             | 13 de desembre de 1999 | Socorro                | LINEAR                                                 |
| 192906 -      | 1999 XJ213             | 14 de desembre de 1999 | Socorro                | LINEAR                                                 |
| 192907 -      | 1999 XU213             | 14 de desembre de 1999 | Socorro                | LINEAR                                                 |
| 192908 -      | 1999 XG223             | 13 de desembre de 1999 | Kitt Peak              | Spacewatch                                             |
| 192909 -      | 1999 XD227             | 15 de desembre de 1999 | Kitt Peak              | Spacewatch                                             |
| 192910 -      | 1999 XG233             | 2 de desembre de 1999  | Anderson Mesa          | LONEOS                                                 |
| 192911 -      | 1999 XB237             | 5 de desembre de 1999  | Kitt Peak              | Spacewatch                                             |
| 192912 -      | 1999 XU245             | 5 de desembre de 1999  | Socorro                | LINEAR                                                 |
| 192913 -      | 1999 XC247             | 5 de desembre de 1999  | Kitt Peak              | Spacewatch                                             |
| 192914 -      | 1999 XY247             | 6 de desembre de 1999  | Socorro                | LINEAR                                                 |
| 192915 -      | 1999 XD251             | 5 de desembre de 1999  | Kitt Peak              | Spacewatch                                             |
| 192916 -      | 1999 XR256             | 7 de desembre de 1999  | Catalina               | CSS                                                    |
| 192917 -      | 1999 YA4               | 19 de desembre de 1999 | Socorro                | LINEAR                                                 |
| 192918 -      | 1999 YV9               | 27 de desembre de 1999 | Kitt Peak              | Spacewatch                                             |
| 192919 -      | 1999 YH10              | 27 de desembre de 1999 | Kitt Peak              | Spacewatch                                             |
| 192920 -      | 1999 YT10              | 27 de desembre de 1999 | Kitt Peak              | Spacewatch                                             |
| 192921 -      | 1999 YD11              | 27 de desembre de 1999 | Kitt Peak              | Spacewatch                                             |
| 192922 -      | 1999 YM14              | 30 de desembre de 1999 | Socorro                | LINEAR                                                 |
| 192923 -      | 1999 YY14              | 30 de desembre de 1999 | Monte Agliale          | S. Donati                                              |
| 192924 -      | 1999 YU20              | 30 de desembre de 1999 | Mauna Kea              | C. Veillet                                             |
| 192925 -      | 1999 YU25              | 27 de desembre de 1999 | Kitt Peak              | Spacewatch                                             |
| 192926 -      | 2000 AN5               | 4 de gener de 2000     | Višnjan Observatory    | K. Korlević                                            |
| 192927 -      | 2000 AH6               | 3 de gener de 2000     | San Marcello           | A. Boattini, G. Forti                                  |
| 192928 -      | 2000 AP6               | 5 de gener de 2000     | Kleť                   | Kleť                                                   |
| 192929 -      | 2000 AT44              | 5 de gener de 2000     | Kitt Peak              | Spacewatch                                             |
| 192930 -      | 2000 AV52              | 4 de gener de 2000     | Socorro                | LINEAR                                                 |
| 192931 -      | 2000 AW71              | 5 de gener de 2000     | Socorro                | LINEAR                                                 |
| 192932 -      | 2000 AO92              | 2 de gener de 2000     | Socorro                | LINEAR                                                 |
| 192933 -      | 2000 AN111             | 5 de gener de 2000     | Socorro                | LINEAR                                                 |
| 192934 -      | 2000 AY121             | 5 de gener de 2000     | Socorro                | LINEAR                                                 |
| 192935 -      | 2000 AZ149             | 7 de gener de 2000     | Socorro                | LINEAR                                                 |
| 192936 -      | 2000 AV153             | 2 de gener de 2000     | Socorro                | LINEAR                                                 |
| 192937 -      | 2000 AS170             | 7 de gener de 2000     | Socorro                | LINEAR                                                 |
| 192938 -      | 2000 AJ185             | 7 de gener de 2000     | Socorro                | LINEAR                                                 |
| 192939 -      | 2000 AK188             | 8 de gener de 2000     | Socorro                | LINEAR                                                 |
| 192940 -      | 2000 AG206             | 3 de gener de 2000     | Kitt Peak              | Spacewatch                                             |
| 192941 -      | 2000 AD207             | 3 de gener de 2000     | Kitt Peak              | Spacewatch                                             |
| 192942 -      | 2000 AB219             | 8 de gener de 2000     | Kitt Peak              | Spacewatch                                             |
| 192943 -      | 2000 AJ223             | 9 de gener de 2000     | Kitt Peak              | Spacewatch                                             |
| 192944 -      | 2000 AC226             | 12 de gener de 2000    | Kitt Peak              | Spacewatch                                             |
| 192945 -      | 2000 AD227             | 10 de gener de 2000    | Kitt Peak              | Spacewatch                                             |
| 192946 -      | 2000 AQ230             | 3 de gener de 2000     | Socorro                | LINEAR                                                 |
| 192947 -      | 2000 AR250             | 2 de gener de 2000     | Kitt Peak              | Spacewatch                                             |
| 192948 -      | 2000 BA                | 16 de gener de 2000    | Prescott               | P. G. Comba                                            |
| 192949 -      | 2000 BP1               | 27 de gener de 2000    | Kitt Peak              | Spacewatch                                             |
| 192950 -      | 2000 BQ2               | 28 de gener de 2000    | Socorro                | LINEAR                                                 |
| 192951 -      | 2000 BK7               | 29 de gener de 2000    | Socorro                | LINEAR                                                 |
| 192952 -      | 2000 BZ18              | 30 de gener de 2000    | Socorro                | LINEAR                                                 |
| 192953 -      | 2000 BJ21              | 29 de gener de 2000    | Kitt Peak              | Spacewatch                                             |
| 192954 -      | 2000 BF22              | 30 de gener de 2000    | Kitt Peak              | Spacewatch                                             |
| 192955 -      | 2000 BX39              | 27 de gener de 2000    | Kitt Peak              | Spacewatch                                             |
| 192956 -      | 2000 CF8               | 2 de febrer de 2000    | Socorro                | LINEAR                                                 |
| 192957 -      | 2000 CC35              | 2 de febrer de 2000    | Socorro                | LINEAR                                                 |
| 192958 -      | 2000 CY68              | 1 de febrer de 2000    | Kitt Peak              | Spacewatch                                             |
| 192959 -      | 2000 CW71              | 7 de febrer de 2000    | Kitt Peak              | Spacewatch                                             |
| 192960 -      | 2000 CY77              | 7 de febrer de 2000    | Kitt Peak              | Spacewatch                                             |
| 192961 -      | 2000 CH80              | 4 de febrer de 2000    | Socorro                | LINEAR                                                 |
| 192962 -      | 2000 CF101             | 12 de febrer de 2000   | Kitt Peak              | Spacewatch                                             |
| 192963 -      | 2000 CO110             | 6 de febrer de 2000    | Socorro                | LINEAR                                                 |
| 192964 -      | 2000 CF127             | 2 de febrer de 2000    | Socorro                | LINEAR                                                 |
| 192965 -      | 2000 CP129             | 3 de febrer de 2000    | Kitt Peak              | Spacewatch                                             |
| 192966 -      | 2000 CS140             | 6 de febrer de 2000    | Kitt Peak              | Spacewatch                                             |
| 192967 -      | 2000 DF9               | 26 de febrer de 2000   | Kitt Peak              | Spacewatch                                             |
| 192968 -      | 2000 DP9               | 26 de febrer de 2000   | Kitt Peak              | Spacewatch                                             |
| 192969 -      | 2000 DH10              | 26 de febrer de 2000   | Kitt Peak              | Spacewatch                                             |
| 192970 -      | 2000 DV10              | 26 de febrer de 2000   | Kitt Peak              | Spacewatch                                             |
| 192971 -      | 2000 DE14              | 28 de febrer de 2000   | Kitt Peak              | Spacewatch                                             |
| 192972 -      | 2000 DH20              | 29 de febrer de 2000   | Socorro                | LINEAR                                                 |
| 192973 -      | 2000 DL23              | 29 de febrer de 2000   | Socorro                | LINEAR                                                 |
| 192974 -      | 2000 DF30              | 29 de febrer de 2000   | Socorro                | LINEAR                                                 |
| 192975 -      | 2000 DC33              | 29 de febrer de 2000   | Socorro                | LINEAR                                                 |
| 192976 -      | 2000 DB37              | 29 de febrer de 2000   | Socorro                | LINEAR                                                 |
| 192977 -      | 2000 DM39              | 29 de febrer de 2000   | Socorro                | LINEAR                                                 |
| 192978 -      | 2000 DO41              | 29 de febrer de 2000   | Socorro                | LINEAR                                                 |
| 192979 -      | 2000 DG50              | 29 de febrer de 2000   | Socorro                | LINEAR                                                 |
| 192980 -      | 2000 DF57              | 29 de febrer de 2000   | Socorro                | LINEAR                                                 |
| 192981 -      | 2000 DK57              | 29 de febrer de 2000   | Socorro                | LINEAR                                                 |
| 192982 -      | 2000 DX59              | 29 de febrer de 2000   | Socorro                | LINEAR                                                 |
| 192983 -      | 2000 DK64              | 29 de febrer de 2000   | Socorro                | LINEAR                                                 |
| 192984 -      | 2000 DM64              | 29 de febrer de 2000   | Socorro                | LINEAR                                                 |
| 192985 -      | 2000 DA65              | 29 de febrer de 2000   | Socorro                | LINEAR                                                 |
| 192986 -      | 2000 DM65              | 29 de febrer de 2000   | Socorro                | LINEAR                                                 |
| 192987 -      | 2000 DD67              | 29 de febrer de 2000   | Socorro                | LINEAR                                                 |
| 192988 -      | 2000 DN70              | 29 de febrer de 2000   | Socorro                | LINEAR                                                 |
| 192989 -      | 2000 DX72              | 29 de febrer de 2000   | Socorro                | LINEAR                                                 |
| 192990 -      | 2000 DK75              | 29 de febrer de 2000   | Socorro                | LINEAR                                                 |
| 192991 -      | 2000 DG78              | 29 de febrer de 2000   | Socorro                | LINEAR                                                 |
| 192992 -      | 2000 DR87              | 29 de febrer de 2000   | Socorro                | LINEAR                                                 |
| 192993 -      | 2000 DF90              | 27 de febrer de 2000   | Kitt Peak              | Spacewatch                                             |
| 192994 -      | 2000 DQ90              | 27 de febrer de 2000   | Kitt Peak              | Spacewatch                                             |
| 192995 -      | 2000 DT92              | 28 de febrer de 2000   | Kitt Peak              | Spacewatch                                             |
| 192996 -      | 2000 DW108             | 29 de febrer de 2000   | Socorro                | LINEAR                                                 |
| 192997 -      | 2000 DP109             | 29 de febrer de 2000   | Socorro                | LINEAR                                                 |
| 192998 -      | 2000 DJ110             | 25 de febrer de 2000   | Uccle                  | T. Pauwels                                             |
| 192999 -      | 2000 DG111             | 29 de febrer de 2000   | Socorro                | LINEAR                                                 |
| 193000 -      | 2000 DW112             | 25 de febrer de 2000   | Kitt Peak              | Spacewatch                                             |